# Предопределение в протестантизме
Предопределе́ние в протестанти́зме — интерпретация в протестантских деноминациях учения о том, что Бог избрал некоторых людей для спасения. Предопределение не следует путать с провидением, которое касается установлений Бога относительно всех вещей вообще. Предопределение является крайне дискуссионным вопросом, по которому мнения в основных течениях протестантизма значительно различаются. Основные точки зрения на предопределение были сформулированы ещё в первые века существования христианства, в ходе полемики Августина и Пелагия в начале V века. Связанным с предопределением проблемам посвящены труды крупнейших богословов, включая Мартина Лютера, Жана Кальвина и Якоба Арминия. Среди современных интерпретаций выделяется оригинальная трактовка вопроса у Карла Барта.
Учение о предопределении является сложной богословской дисциплиной, в которой в качестве частных вопросов выделяют проблемы провидения или промысла Божия, избрания, последовательности Божьих установлений и др. С практической точки зрения оно призвано дать объяснение наблюдаемому факту, что одни люди верят в Бога и, следовательно, спасутся, а другие нет. В целом, учение утверждает, что Бог ещё до начала времён определил, кто из людей заслуживает спасения. Как следствие — все совершаемые человеком поступки не оказывают никакого влияния на то, будет ли он спасён или проклят. Как правило, учение рассматривается вместе с учениями о свободе воли, благодати и спасении, являющихся центральными понятиями в протестантском богословии. Существуют значительные расхождения в их понимании как между протестантизмом в целом и католицизмом, так и между различными ветвями протестантизма. Учение о предопределении существует во множестве вариантов, которые разделяют на три типа. Для полупелагианства и некоторых форм номинализма характерно представление о божественном предвидении, как основе предопределения — предполагается, что Бог предопределяет спасение тем, чьи будущие заслуги и веру предвидит. Основные направления протестантизма отвергают значение человеческих заслуг в деле спасения, то есть синергию. В учении о двойном предопределении, которое прослеживают от Аврелия Августина, а в протестантизме связывают с именем Жана Кальвина, утверждается, что Бог предопределяет от вечности одних к спасению, а других к проклятию. Согласно третьему подходу, также восходящему к Августину, а затем развитому у Фомы Аквинского, спасение происходит благодаря необусловленной заслугами благодати и предопределено, хотя осуждение к проклятию происходит по собственным грехам человека и по его свободной воле. В арминианстве предопределение отрицается и считается, что человек достигает спасения благодаря собственному свободному выбору.
В лютеранстве и кальвинизме проблемы свободы воли и предопределения к спасению или греху рассматриваются с различных точек зрения. В лютеранстве она связана с проблемой происхождения и продолжения существования зла: каким образом всемогущий Бог может быть святым и праведным, несмотря на существование в созданном им мире греха, и ответ ищется в парадигме закона и Евангелия. Важно, что наказание не служит целям Евангелия, — в этом смысле позицию Мартина Лютера часто называют «увещевательной» и полностью подчинённой логике. В реформатском богословии вопрос рассматривался сходным образом, но в большей степени в контексте абсолютного божественного суверенитета.
Идея предопределения глубоко вошла в массовое сознание протестантских стран. Согласно Максу Веберу, вызванное ей чувство неуверенности привело к появлению «протестантской этики». В Англии выступающих за чистоту кальвинизма пуритан поддержали английские монархи Яков I (1603—1625) и Карл I (1625—1649), и потому спор имел политическое значение и рассматривается как одна из предпосылок Английской революции.

## Историческое развитие учения о предопределении

### Постановка вопроса в раннехристианском богословии

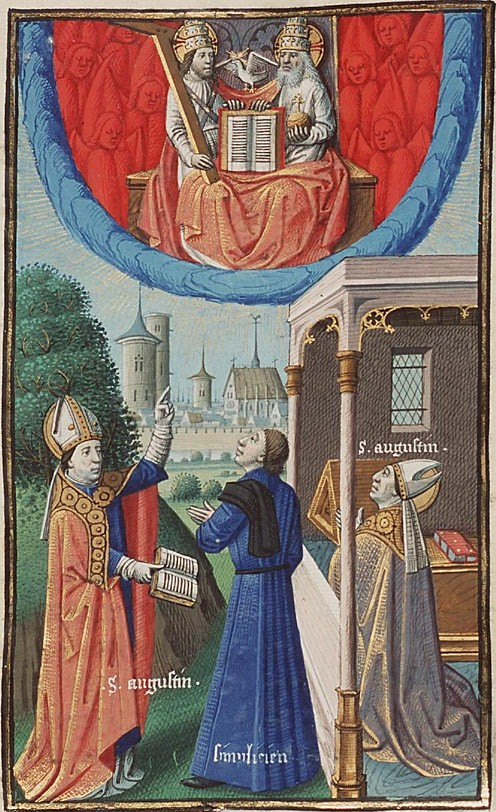
Святые Симплициан и Августин

Представление о том, что Бог предопределил жизни всех людей, было характерно для большинства иудейских и христианских групп I века. В иудаизме избрание — это основная категория, обозначающая отношения между Яхве и народом Израиля, а идея предопределения в значительной степени связывалась с политической судьбой еврейского народа. У каждой из трёх основных иудейских сект, фарисеев, саддукеев и ессеев, была своя точка зрения по данному вопросу. Основополагающее влияние на развитие христианского учения о предопределении имели послания апостола Павла, прежде всего главы 9—11 его Послания к Римлянам. Актуальность вопроса в тот период была связана с попыткой объяснить, каким образом богоизбранность народа Израиля сочетается с тем, что многие из них отказались признать Христа. Ряд мест из послания допускают толкование в духе возможности всеобщего спасения, однако в протестантском богословии нет единого мнения на этот счёт. Так, говоря о словах «весь Израиль спасётся» (Рим. 11:26), современный американский исследователь Нового Завета Дуглас Му обращает внимание, что апостол не говорит, что спасётся «каждый израильтянин». Аналогичным образом, англиканский богослов Николас Райт подчёркивает, что ни Павел, ни другие авторы Нового Завета не являются детерминистами, верящими в некий «слепой» план, делающий человеческую свободу фикцией. Кальвинист Карл Барт считает несомненным, что употреблённое в Рим. 8:28, Рим. 9:11, Еф. 1:11 понятие божественного изволения (др.-греч. πρόθεσις) относится к божественному избранию к спасению, но не к не-избранию или отвержению, хотя они и предполагаются существующими наряду с этим избранием.
Учение греческих Отцов Церкви относительно предопределения и благодати в целом едино. Его основные черты, к которым относят защиту свободы воли, божественной справедливости, а также понимание христианской жизни как соучастия в божественном плане, сформировались в ходе борьбы раннехристианских апологетов против языческого фатализма и астрологии. Принципиальным противником детерминизма был Ориген (ум. ок. 254). Взгляды Оригена можно реконструировать лишь частично, поскольку его комментарии на Послание к Римлянам и значительная часть трактата «О началах» сохранились не полностью. Постулируя, что в самом Боге нет причины для разнообразия, Ориген приходит к выводу, что все разумные твари сотворены равными и потому разнообразие проистекает из индивидуальных движений души. Соответственно этому, счастье или несчастье каждого не являются случайными, а Божественный промысл — справедлив. Комментируя Рим. 11:26, Ориген заявляет, что очищение продлится многие века, но в итоге все люди будут спасены и придут к истине. Нет никаких причин, чтобы какое-либо из разумных существ было исключено из спасения. В IV веке оригинальное учение о свободе воли развил Григорий Нисский. Отталкиваясь от ветхозаветного принципа подобия человека Богу, Григорий построил свою антропологию на утверждении «царственности» «устроения человека». Главное, в чём человек подобен Богу, — свобода, ибо «если бы какая-либо необходимость возобладала над человеческою жизнью, то с этой стороны стал бы неверен образ, по этому несходству сделавшись далёким от Первообраза». Более того, обладание свободой воли является для Григория не просто одним из аспектов человеческой царственности, но именно той характеристикой, которая составляет суть богоподобия. Свободная воля хороша сама по себе, поскольку только её посредством можно достигать добродетели. Каким же образом душа избирает зло? Безусловно, Бог не может быть причиной зла, и Григорий, вслед за неоплатониками, связывает зло с небытием. Оно возникает в человеке посредством его свободной воли тогда, когда он отделяет себя от вечного совершенства. Причина склонения ко злу в том, что в силу своей изменчивости человек может меняться, и не обязательно в сторону добра. Помимо язычников, сторонниками учения о неизбежности зла были гностики, у которых детерминизм доходил до крайности, и Бог становился рабом необходимости. В период Реформации Альберт Пигиус упрекал Жана Кальвина в том, что он не мог бы найти поддержки своим взглядам в богословии древней церкви. Соглашаясь с такой оценкой, Кальвин отмечал отсутствие чёткой позиции по вопросу о свободе воли в трудах греческих Отцов.
К проблеме предопределения неоднократно обращался Аврелий Августин (ум. 430). Его учение о благодати имело определяющее значение для протестантской Реформации. Комментируя апостола Павла между 394 и 395 годами («Expositio quarundam propositionum ex epistola ad Romanos»), Августин придавал большое значение человеческим заслугам как основанию предопределения и причине проявления Божественной справедливости. Таким образом, на данном этапе подход гиппонского епископа основывался на идее предвидения Богом актов веры, в свою очередь являющейся причиной добрых дел. Августином предлагается следующая последовательность: Бог направляем всему грешному человечеству свою благодать (vocatio); те, кто по своей свободной воле прислушивается к Его зову удостаиваются Святого Духа и приобретают способность творить благие поступки; те из них, кто будет стоек, удостоятся вечности. В этой схеме человеческая свободная воля, хотя и значительно ограниченная божественной, становится основанием заслуг. Симметричным образом объяснялось предопределение к проклятию. Несколько лет спустя Августин вновь обратился к проблематике предопределения, отвечая на вопросы епископа Симплициана Медиоланского, затруднявшегося интерпретировать известные ветхозаветные сюжеты: почему Господь ненавидел Исава, и как совместимо ожесточение сердца фараона со свободой воли? В «Quaestiones ad Simplicianum» Августин полностью поменял свою первоначальную позицию, и теперь уже у него вера не может быть основанием заслуг, поскольку сама является одним из даров Святого Духа. Симметрия предыдущего подхода нарушается, и если предвидение добрых дел больше не требуется для предопределения, предопределение к проклятию получает обоснование в первородном грехе. Своими ответами Августин заложил основу влиятельной на Западе богословской позиции, связавшей концепции предопределения и оправдания.
Определяющее значение для дальнейшего развития доктрины имел спор Августина с британским монахом Пелагием. Переселившись около 400 года в Рим и будучи потрясён царившим в столице империи развратом, Пелагий увидел причину нравственного падения христиан в насаждаемом церковью учении о первородном грехе. По его мнению, люди по своей природе склонны к добру, но неизбежно начинают грешить, если их учат об их природной греховности. Пелагий утверждал, что человек грешит и спасается по своей свободной воле, руководствуясь примером других людей. Для Пелагия и его сторонников отсюда логически следовало, что благодать не необходима ни для спасения, ни для искупления первородного греха. В ходе спора Пелагий согласился признать существование благодати во вторичных причинах — например, он относил к благодати свободную волю, откровение, моральный закон, пример Иисуса Христа и тому подобное. Августин, напротив, полагал, что после грехопадения воля человека находится всецело во власти греха, и для любого положительного изменения, в том числе спасения, требуется благодать. Согласно Августину, из всего человечества Бог избрал некоторых, которых предопределил к спасению и наделил благодатью, которой невозможно противостоять; причины избрания известны одному лишь Богу, не зависят от заслуг, а решение даровать спасение принимается Богом до начала времён. Предопределение обусловлено не предвидением заслуг избранных, а наоборот — их заслуги возможны благодаря предопределению. Предопределение и предвидение у Августина не разделимы, в том смысле, что одно не предшествует другому, но различимы, поскольку Бог совершает не всё из того, что ему известно. В его формулировке, предопределение святых это «предзнание и приготовление благодеяний Божьих, коими всенепременнейше освобождаются те, которые освобождаются». Пелагианство было осуждено на Карфагенском соборе 418 года. Тем не менее, учение Августина, устранявшее связь между поступками людей и их последующей участью, вызывало возражения. Викентий Леринский (пер. пол. V века) и Иоанн Кассиан (ум. ок. 435) обратили внимание, что из концепции предопределения следовало, что Бог является источником зла, что нельзя называть Бога благим, если он предопределил кого-то к погибели, и что предопределение делает покаяние и праведную жизнь бесполезной. Согласно Кассиану, человек способен отвергать или принимать дурные помыслы и потому сам несёт ответственность за свои мысли. Началом спасения является божественное призвание, когда Бог, заметив в человеке желание творить добро, усиливает это стремление и способствует его развитию. Позиция Кассиана также не была полностью принята церковью, и в дальнейшей полемике его точка зрения как поддерживалась (например, Фавстом Регийским, учившим, что участь человека зависит от его действий, а благодать оказывает содействующее действие на обращение к добру), так и полностью отвергалась (например, Фульгенцием Руспийским, придерживавшимся августиновского учения). На Арелатском соборе 475 года было осуждено учение Луцида, согласно которому Бог стремится спасти не всех людей, а только некоторых. Спор, получивший название полупелагианского, завершился на Оранжском соборе 529 года, утвердившем «умеренную» форму августинизма и оставившем вопрос о предопределении не прояснённым.
Восточные Отцы церкви не приняли учение Августина, считая более уместным говорить о промысле Бога. Наиболее последовательно православное понимание промысла выразил в VIII веке Иоанн Дамаскин. В своём «Точном изложении православной веры» он определяет его как «имеющее место со стороны Бога попечение в отношении к тому, что существует. Промысл есть воля Божия, по которой всё сущее целесообразным способом управляется». Всё, что знает и желает Бог, согласно Дамаскину, направлено к благу, тогда как «порочных же дел и действительно злых Он не желает ни предварительно, ни потом, но позволяет свободной воле». Дамаскин разделяет предопределение, которое есть нечто состоявшееся, и промысл Бога, в котором выражается Его активность. Бог не является непосредственной причиной ни всех добрых дел ни, тем более, злых: «Он не желает, чтобы происходил порок, но не принуждает к добродетели силою. Поэтому предопределение есть дело божественного повеления, соединённого с предведением». Совершение злых дел происходит, когда человек находится в состоянии «оставленности Богом», которого два вида: воспитательное и полное. Полное оставление происходит, когда Бог исчерпал все пути для спасения человека, и означает совершенную погибель.

### Развитие учения в Средние века
Если в полупелагианской полемике основой спора была христианская антропология и учение о грехопадение, то в дальнейшем эти вопросы не поднимались и представлялись как данность. В споре IX века центральное место заняли исследование божественных атрибутов в их связи с предопределением и чёткой связью деяний человека и его будущей жизнью. Оппонентами учения Готшалька из Орбе о двойном предопределении выступили архиепископы Гинкмар Реймский и Рабан Мавр. Труды Готшалька целиком не сохранились, но можно утверждать, что его богословие основывалось на идее неизменного божественного суверенитета определять судьбу людей, ангелов и демонов. У Готшалька предопределение к погибели основывается на божественном предведении злых поступков и осуществляется до начала времён. Слова апостола Павла в 1Тим. 2:4 («Который хочет, чтобы все люди спаслись и достигли познания истины»), согласно Готшальку, не следует понимать буквально, так как в противном случае они бы подразумевали божественное всемогущество в отношении осуждённых. Соответственно, Господь пролил свою кровь только за избранных. В своих сочинениях по вопросу о предопределении Рабан Мавр выражал обеспокоенность тем, что учение Готшалька разрывает прямую связь между делами человека и его участью, что было очевидным не только для него, но и для простых верующих, слышавших проповедь Готшалька. В 840-х годах воззрения Готшалька были осуждены двумя поместными соборами, его сочинения сожжены, а сам он до конца жизни находился в заточении. В 851 году по просьбе Гинкмара ирландский богослов Иоанн Скот Эриугена написал опровержение взглядов Готшалька. Отталкиваясь от трудов Августина, Эриугена обосновывает тезис о том, что предопределение является характеристикой Бога, а не чем-то относящимся к его творениям, и потому не может рассматриваться как механизм принуждения людей к тому или иному поведению. Бог наделил людей свободной волей, над которой предопределение не может взять верх. С помощью благодати свободная воля склоняется к добру, а грешники употребляют свою волю во зло. Зло, будучи отсутствием блага, не субстанционально, то есть акцидентально, поэтому Бог не располагает знанием о нём и не предопределяет к нему. Таким образом, Эриугена разделяет два источника духовного развития, действующих совместно — однако Бог соучаствует только в добрых делах. В результате предопределение относится только к праведникам. Различие между предопределением и предвидением Эриугена предлагает понимать метафорически, принимая во внимание непознаваемость данных предметов и неточность языка. Толкование Эриугены не решило поставленной задачи, и в 855 году ирландец вместе со своим трудом был осуждён на соборе в Валансе. Окончательно спор завершился принятием на соборе в Туси предложенной Гинкмаром формулы, согласно которой Бог желает спасти всех, кто будет спасён и был предопределён.
Ансельм Кентерберийский (1033—1099) и Пётр Ломбардский (1095—1160) углубили разницу между предопределением к спасению и проклятию. Оба они показывали участие Бога в предопределении ко злу как более пассивное действие, состоящее в преуготовлении суда над грешниками, но не в направлении их на путь порока. Ломбардцу также принадлежит определение репробации как «не избрания». В XIII веке Фома Аквинский (ум. 1274), продолжая ту же тенденцию, сформулировал учение о причине предопределения, ставшее основным в католицизме. В своей знаменитой «Сумме теологии» Фома выстраивает умозаключения начиная с различения между потенциальным и актуальным для творений и постулирования Бога-Творца как бесконечной актуальности. Бог благ, причём наипревосходнейшим образом, и всецело прост. Создавая явления и предметы, Бог приобщает их к своему бытию и благости. У Бога есть воля и желание сообщить своё благо другим вещам, и это желание необходимо. Знание Бога в соединении с его волей является причиной вещей, из чего вытекает понятие о провидении, то есть упорядоченности вещей к цели. Развивая тезис о провидении, Аквинат говорит, что «как в каждом ремесленнике предсуществуют типы делаемых его искусством вещей, точно так же в каждом правителе должен предсуществовать тип порядка тех вещей, которые должны быть исполнены субъектами его управления». Соответственно, Бог является также причиной греха, но только как акта и бытия. Собственно грех является ущербным бытием и актом, и его ущербность происходит от сотворённой причины, а именно свободной воли человека. Бог не желает зла, но не препятствует ему. При этом, описывает богослов, некоторым людям Бог помогает избежать греха, и в этом смысле некоторых людей он любит больше, чем других. Слова апостола Павла о том, что Бог «хочет, чтобы все люди спаслись» (1Тим. 2:4), Фома интерпретирует трояко: в духе Августина, что «Бог желает всем людям спастись не в том смысле, что нет никого из людей, чьего спасения Он не желал бы, но что никто не спасается, если Он не хочет спасти»; как возможность спасения представителей людей разных групп (мужчин и женщин, иудеев и язычников, и т. д.); в духе Дамаскина как относящиеся к изначальной, но не к последующей, воле Бога. Бог изначально желает всем людям спастись, но впоследствии, в силу своей праведности, некоторых проклинает. Заслуги человека в деле спасения не играют никакой роли и не могут рассматриваться как причина предопределения. Предопределённый будет непременно спасён, ибо таков порядок провидения, но возможны некоторые случайности в силу действия ближайших причин.
К XIV веку сложились два подхода к пониманию предопределения, «доминиканский», следующий парадигме Фомы Аквинского, подчёркивавшего значение божественного разума, то есть знанию о том, кто будет спасён, и волюнтаристский «францисканский», где главным авторитетом был Бонавентура (ум. 1274). В середине XIV века английский францисканец Уильям Оккам (ум. 1347) пришёл к неожиданным выводам, исследуя идею абсолютного могущества Бога. Для Оккама и его последователей представлялось возможным, что Бог при помощи абсолютного могущества, без участия вторичных причин (благодати), может, например, спасти грешника или осудить праведника, а также что человек только своей свободной волей способен совершать похвальные поступки и достичь спасения без вмешательства благодати. В результате, во второй половине XIV века отдельные аспекты учения Оккама были осуждены как форма пелагианской ереси. В первой половине XVI века, уже в качестве реакции на развитие Реформации, Тридентский собор сформулировал учение, в котором благодать необходима для спасения и активна, но человек должен сотрудничать с ней и принимать её.

## Предопределение в раннем протестантизме

### В лютеранстве

#### Формирование взглядов Мартина Лютера

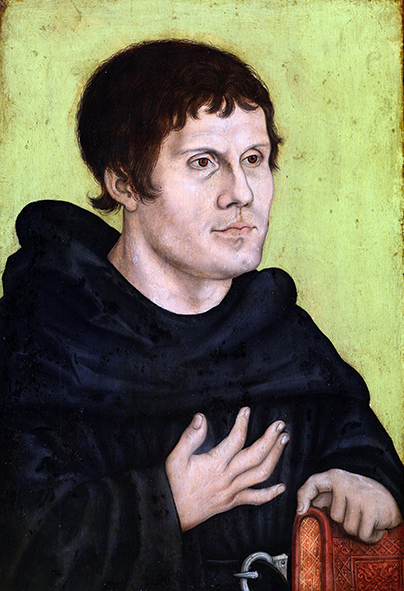
Мартин Лютер в одежде августинца, но без тонзуры, картина лютеранина Лукаса Кранаха Старшего (ок. 1522)

Согласно распространённой точке зрения, учение Мартина Лютера (1483—1546) о свободе воли и предопределении не претерпело значительных изменений, с тех пор как он учился у августинца Иоганна фон Штаупица (ум. 1524). Штаупиц был автором ряда книг на тему предопределения, в которых высказывался в защиту учения об избрании и чистой благодати. На раннем этапе своего обучения Лютер, по его собственному признанию, опирался только на Библию и труды Августина. Около 1510 года он углубился в проблематику и стал склоняться к оккамистской позиции о том, что предопределение основывается на божественном предведении поведения человека. Затем Лютер вновь вернулся к строгой августинской догме — по мнению немецкого церковного историка Хайнриха Бёмера, после прочтения «О граде Божьем». Лютер был убеждён в собственной предопределённости к проклятию, и Штаупиц советовал ему избегать думать о предметах, которые Господь предпочёл оставить сокрытыми. Много лет спустя Лютер повторял этот совет тем, кто столкнулся с подобной духовной проблемой.
Учение Лютера о предопределении не было выражено систематически, являясь при этом важным мотивом ряда его произведений. В своих лекциях на тему Послания к Римлянам, прочитанных в 1515—1516 годах, он выразил принципиальное согласие с учением о предопределении, сформулированным в поздних трудах Августина. Согласно Лютеру, хотя спасение и предполагает участие собственной воли человека, оно исходит не от неё, а только от милосердия, даруемого Богом по его воле. Бог избирает только некоторых от вечности из всего человечества. Важнейшим для понимания вопроса Лютер называет стих Рим. 8:28 «Притом знаем, что любящим Бога, призванным по Его изволению, все содействует ко благу», в котором он находит «комфортное» обещание спасения, противоположное языческому понятию фортуны. Кажущуюся несправедливость удела не-избранных Лютер поясняет другими словами апостола Павла об «ожесточении» сердца фараона (Рим. 9:17, 18), не желающего дать свободу евреям, — в трактовке немецкого богослова, «кого Господь ожесточает — это как раз тех, кому он даёт волю пребывать во грехе и порочности». Спасение полностью находится в воле Бога, но Лютер предостерегает от фатализма и «впадения в бездну ужаса и безнадёжности», предлагая вместо этого «размышлять о ранах Иисуса Христа».
В 1516—1520 годах Лютер принял участие в нескольких диспутах, на которых отстаивал тезис об отсутствии свободы воли без благодати. В тезисах, представленных на Гейдельбергском диспуте 1518 года, Лютер утверждал, что после грехопадения свободная воля существует только по названию и всё, на что она способна, — это направлять к смертному греху. В 1520 году он был отлучён от церкви, а его учение о свободе воли осуждено. В том же году Лютер написал трактат в свою защиту, в котором обвинил Рим в пелагианстве. В 1522 году Лютер издал первую немецкую Библию. В предисловии к Посланию к Римлянам он вновь затронул тему предопределения, настаивая, что человек настолько слаб, что будь он предоставлен самому себе, то никто не был бы спасён и дьявол восторжествовал бы.

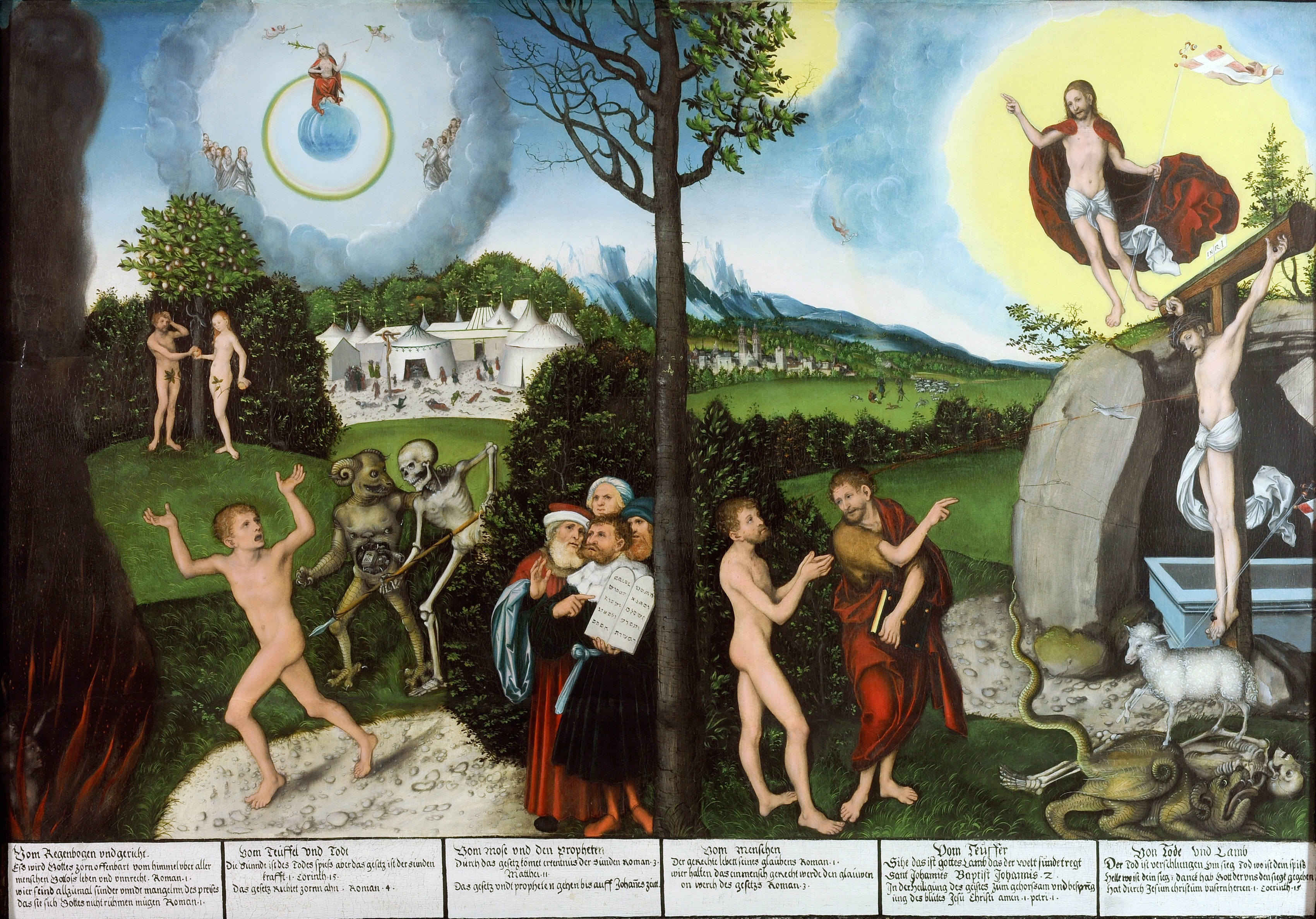
Закон и Евангелие (картина), картина лютеранина Лукаса Кранаха Старшего (ок. 1529)

Законченный вид взгляды Лютера на предопределение приняли в ходе спора с Эразмом Роттердамским (1466—1536). В 1524 году Эразм опубликовал посвящённый критике лютеровского учения о предопределении трактат «О свободе воли». Опираясь на библейский материал, он рассматривал проблему с моральной точки зрения. Если для Лютера проблема «свободного выбора» касалась самой сути Писания — обещаний, славы и благодати Бога, то для Эразма обращение к проблематике механизма действия благодати и получения спасения, то есть к вещам «сокрытым, если не сказать ненужным», было проявлением непочтительности. По мнению Эразма, подход Лютера выражает его фатализм и антиномизм и может оказать разрушительное влияние на поведение народа. Свобода воли — это узел, который пытались распутать многие, говорит Эразм, и лучше всех, по его мнению, это удалось Лоренцо Валле. Сам он определяет свободу как силу, направляющую или удаляющую человека от вечного спасения. Эразм предлагает полупелагианский в своей основе подход, основанный на синергии человеческой воли и божественной инициативы. Нидерландский учёный различает четыре уровня благодати, начиная с благодати природной (gratia naturalis), которой обладают все без исключения. Именно она позволяет человеку принять участие в деле своего спасения: «Это, конечно, значит, что не будет неправдой сказать, что человек что-то делает, но всё, что он совершает, он всецело обязан приписать Богу-творцу, волей которого и происходит, что человек способен объединить своё усилие с Божьей благодатью. … Свершение дела приписывают архитектору, без помощи которого ничего бы не вышло, однако никто не говорит, что исполнитель и подмастерье ничего не сделали. Что архитектор для подмастерья, то и благодать для нашей воли». Для Эразма участие человека в таком постепенном процессе совершенствования является более осмысленным, чем концепция послушания Лютера. Как гуманист, Эразм считает преувеличенным представление Лютера о первородном грехе и падшей природе человека, позволяющее либо любить, либо ненавидеть Бога, но не активно подчиняться ему.
В своём ответе, изложенном в трактате «О рабстве воли» (1525), Лютер исходит из диаметрально противоположных установок: «… если благодать приходит по произволению или предопределению, то она приходит по необходимости, а не по рвению и не по усердию нашему, как мы и учили об этом выше. А также если Бог обещал благодать до закона, как это утверждал Павел и в Послании к Галатам, то, значит, она приходит не по делам и не по закону — в противном случае обетование не имело бы никакого смысла. Тогда и вера не будет иметь никакого значения, если имеют значение дела». Лютер отрицает, что Бог является источником греха и зла в людях, — если сердце фараона ожесточено, то это потому, что Бог не послал ему свой Дух. Всё обусловлено волей всемогущего Бога, и только Дух его возрождает людей и поддерживает в возрождённом состоянии. Инициатива в этом процессе принадлежит только Богу, однако от человека требуется деятельное содействие. Вместе с тем Лютер подчёркивает, что он имеет в виду не внешнее принуждение, заставляющее человека действовать против его воли, а более мягкое направляющее воздействие. Некоторое внимание уделяет Лютер репробации, то есть отверженности Богом тех, кто осуждён на проклятие. Однако учение о предопределении у Лютера является вспомогательным к его сотериологии и относится прежде всего к предназначенным для спасения. Возможность человека понять божественное предопределение Лютер описывает с помощью концептуального различения Бога явленного (лат. Deus revelatus) и Бога сокрытого (лат. Deus absconditus). Эти понятия не указывают на двойственность реальности Бога или его воли, но относятся только к возможностям человеческого понимания. Явленная воля Бога, выраженная в Священном Писании, устанавливает предел понимания человеком относительно божественного предопределения. Лютер не вдаётся в обоснование данного факта, приводя в качестве иллюстрации ожесточение фараона и истории Иакова и Исава. Спасение же в явленном Христе, но тайной остаётся причина, по которой некоторые будут отвержены.
Из-за своеобразного стиля произведений Лютера, его любви к парадоксам и неожиданным утверждениям, изложенное им учение о предопределении и свободе воли вызывало споры уже в ранний период протестантской истории. Предпринимая в 1664 году очередное издание «О рабстве воли», немецкий лютеранин Себастьян Шмидт написал объёмное предисловие, призванное доказать, что данная работа Лютера не является «кальвинистской». В XX веке основатель Лютеранской конфессиональной церкви Зигберт Беккер (Siegbert Becker) предостерегал от поспешных умозаключений, которые на основании толкования отдельных цитат могут «легко представить Лютера последователем Барта или Батлера».

#### Филипп Меланхтон и протестантская схоластика

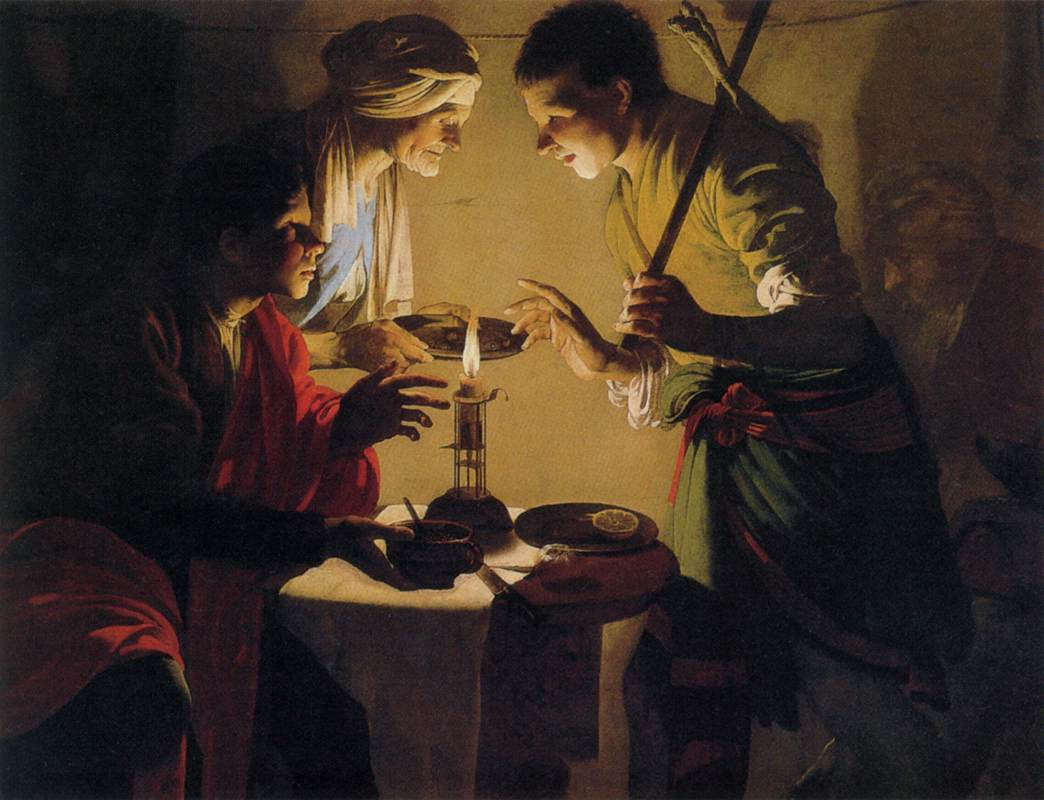
История Иакова и Исава является классической иллюстрацией предопределения. Картина Хендрика Тербрюггена, 1627

Дальнейшее развитие доктрины о предопределении в лютеранстве связано с именем Филиппа Меланхтона (1497—1560). Современный голландский богослов Геррит Беркувер называет его концепцию «синергической», поскольку она предполагает определённое участие человека в своём спасении — это проистекает из собственного желания человека верить или не верить. Соответственно, у Меланхтона практически отсутствует идея репробации, что предопределило исключение из позднейшей лютеранской ортодоксии доктрины о двойном предопределении. Такую позицию богослов XIX века Филип Шафф охарактеризовал как «улучшенную евангелическую форму полупелагианства, предвосхитившую арминианство». Впрочем, современные богословы (Ханс Энгелланд, Тимоти Венгерт (Timothy J. Wengert)) не считают, что различие во взглядах у Лютера и Меланхтона было значительным. Как отмечает американский историк Клайд Маншрек (Clyde L. Manschreck), подход Меланхтона к вопросу о свободе воли претерпел со временем заметные изменения. В молодости Меланхтон находился под доминирующим влиянием Лютера, что нашло выражение в первой редакции «Общих мест» (1521), где говорится о полном божественном контроле и предопределении. Под впечатлением спора Лютера с Эразмом Роттердамским о свободе воли и склоняясь к точке зрения последнего, Меланхтон счёл необходимым объяснить свои и Лютера взгляды в рамках аристотелевской схоластики. Приняв во внимание упрёки Эразма и Иоанна Кохлеуса в «перелицовке» стоицизма и манихейства, Меланхтон исключил предопределение из последующих изданий «Общих мест» и не упоминает о нём в Аугсбургском исповедании (1530). Действительно, отмечает К. Маншрек, Меланхтон не мог принять «стоический фатализм», что подразумевало бы ограничение Бога каузальными законами природы и исключало чудеса и действенность молитвы. Также Меланхтона тревожило отсутствие упоминания о детерминизме в Писании, равно как и противоречие предопределения идее всеобщего спасения. Если же оправдание зависит только от Бога, то участие человека в принятии благодати не большее, чем у камня. В произведениях 1530-х годов Меланхтон уточнял своё учение о роли человека в спасении; начиная с издания «Общих мест» 1535 года оно принимает форму, близкую к окончательной. Бог не является причиной зла и не желает его — причины зла в дьяволе (Ин. 8:44) и воле людей. Исходя из понимания, что Бог не может быть причиной зла, Меланхтон допускает случайность в сфере человеческих дел. Человек, будучи направляемым Духом и Словом, может придерживаться закона, и свободную волю можно признать третьей причиной обращения. Ссылаясь на древних Отцов Церкви, Меланхтон называет свободу воли способностью принять благодать.
Обосновывая божественный суверенитет таким образом, чтобы исключить возможность называния Бога источником или попустителем греха, Меланхтон определяет границы свободы воли человека следующим образом: её достаточно, чтобы являться причиной злых поступков. Суверенитет же Бога проявляется в том, что он устанавливает границы возможного зла. Бог не действует в мире как «вторичная причина», но находится выше них. Для обоснования неопределённости в человеческих поступках и, как следствие, возникновения греха Меланхтон воспользовался восходящим через Фому Аквинского к Аристотелю схоластическим подразделением событий на обусловленные абсолютной необходимостью (necessitas consequenti) и необходимые при некотором условии (necessitas consequentia). Такой подход отвергался Лютером, но был принят Кальвином и реформатскими богословами. В Вестминстерском исповедании (1647) говорится: «Бог прежде вековых времён по изволению Своей в высшей степени мудрой и святой воли установил порядок того, что произойдёт. В то же время Бог не есть автор греха, над волей творения нет насилия, свобода или вероятность вторичных причин не устранены, но, напротив, утверждены». Для Меланхтона при этом различение причин не ставит человека на один уровень с Богом, так как желание зла не является созданием чего-то нового, а лишь искажением божественно установленного порядка.
Некоторые из положений учения Меланхтона не были приняты в более позднем протестантском богословии. Говоря о причинах, вызывающих обращение человека к Богу и раскаяние, он называет три: слово Бога, Святой Дух и подчиняющуюся им волю человека. Учение о трёх причинах оказалось уязвимо для обвинений в синергизме, поэтому у учеников и младших современников Меланхтона Давида Хитреуса и Мартина Хемница оно было явно истолковано в аристотелевском смысле: человеческая воля называлась материальной причиной (causa materialis), пассивным орудием Святого Духа, который единственный является causa efficiens. Тем не менее, возможность для неправильного понимания сохранялась, и после смерти Меланхтона Хитреус и Хемниц прекратили использовать учение о трёх причинах.

#### Развитие лютеранской ортодоксии

##### Спор в Страсбурге
Несмотря на то, что взгляды Лютера и Меланхтона относительно предопределения не вполне совпадали, этот вопрос не стал причиной значительных споров между основными направлениями раннего лютеранства, филиппистами и гнесиолютеранами. В целом ранние последователи Лютера разделяли несколько парадоксальную теорию своего учителя об избрании — спасение избранных оказывалось полностью результатом деятельности Бога, тогда как на грешников падала вся ответственность за своё проклятие. Вместо этого важной вехой на пути к формулировке лютеранской догмы и дальнейшему размежеванию с реформатством стали несколько конфликтов с участием итальянских схоластов Петра Мартира Вермильи и Джироламо Занчи. В своей методологии Занчи и Вермильи следовали схоластическим приёмам Фомы Аквинского и изучали предопределение в терминах божественных атрибутов. В их богословии предопределение занимало важнейшую позицию и выступало в качестве причины воплощения, жизни и смерти Христа. Итальянцы проповедовали, что благодать даётся не всем людям, но лишь немногим избранным. Позднее, усилиями ученика Занчи, Франциска Гомара, эта точка зрения возобладала на Дордрехском синоде. У Вермильи распространение Богом благодати понимается в терминах схоластического учения о божественном согласии, являющегося, в свою очередь, развитием учения Аристотеля об акте и потенции. Труды Занчи и Вермильи выдержали десятки изданий вплоть до XX века, использовались в полемике против арминианства и методизма. Вермильи, написавший около 1552 года объёмный трактат о предопределении, нашёл оппонента в лице цюрихского профессора богословия Теодора Библиандра, чьи взгляды на благодать были сходны с воззрениями Эразма. Найдя поддержку у городских магистратов, Вермильи смог одержать победу, после чего его учение распространилось в немецкоязычной части Швейцарии.
Спор в Страсбурге возник после того, как вместо бежавшего в Англию Мартина Буцера городскую общину возглавил Иоганн Марбах. Начатая Марбахом в конце 1550-х годов «лютеранизация» города привела его к конфликту с реформатским богословом Джироламо Занчи. Спор, в котором личные мотивы были тесно переплетены с догматическими разногласиями, применительно к вопросу о предопределении был обусловлен разницей в методологии оппонентов, христологической и схоластической соответственно. Ни Марбах, ни Занчи не отрицали избрание, но расходились в том, как его следует толковать. Занчи проповедовал, что избранные не могут отпасть от благодати. Марбах утверждал, что если принять за истину утверждения Занчи, то окажется, что божественное обещание благодати не всеобщее, а относится только к тем, кому оно было предопределено тайным решением. Марбах настаивал, что только в Христе верующие могут найти уверенность в своём личном спасении, тогда как Занчи считал правильной и полезной силлогистическую формулу (syllogismus practicus) «есть признаки предопределения; я обладаю этими признаками; следовательно, я предопределён». В отличие от Кальвина, который не дал ясных указаний на этот счёт, Занчи приводит множество ясных признаков. Вероятно, он был первым кальвинистом, сформулировавшим «практический силлогизм». В ходе полемики с Марбахом, Занчи сформулировал тезисно основные положения своего богословия, из которых к предопределению относятся следующие:
- Бог определил как число избранных к вечной жизни, так и число отвергнутых;
- Ни те, кто избран к жизни, не могут утратить своё избрание и потому обязательно спасутся, так и те, кто не предопределён, обязательно прокляты[76].

В интерпретации Занчи двойное предопределение осуществляется в условиях действенной свободной воли человека и, таким образом, проклятие грешника является следствием его собственных грехов, совершённых без принуждения со стороны Бога — Бог дозволяет грех, но не является его автором. В конечном счёте победа досталась Марбаху, что было зафиксировано в «Страсбургской формуле» 1563 года («Strassbourg Concordia»), составленном при участии Якоба Андреэ из Виттенберга, Симона Зульцера из Базеля и Куннмана Флинсбаха из Цвайбрюккена. В ней говорилось, что «Бог не желает греха и не создаёт сосуды гнева для разрушения; почему некоторые спасаемы, а другие нет, не может быть определено; этим вопросом не следует тревожиться, а препоручить одному лишь Христу».

##### Споры в Саксонии
Другая важная полемика в 1550-х годах велась между саксонскими лютеранами на фоне поражения протестантов в Шмалькальденской войне. Ряд богословов отказались признать завершивший войну Лейпцигский интерим 1548 года из-за содержащегося в нём тезиса об адиафоре, то есть о несущественных церковных обрядах и обычаях, по которым возможно достижение межконфессионального согласия. Предложенную Меланхтоном адиафору поддержал его ученик, профессор богословия Лейпцигского университета Иоганн Пфеффингер, тогда как видный сподвижник Лютера Николаус Амсдорф видел в соглашении подчинение римскому Антихристу. Неудивительно поэтому, что предложенные в 1555 году Пфеффингером тезисы относительно роли свободной воли человека в деле обращения к спасению были встречены возражениями Амсдорфом и его партией. Пфеффингер утверждал, что причины, по которым одни отвечают на призыв Евангелия, а другие нет, лежат в самих людях, а именно — в их свободной воле. Человек, писал он, не подобен камню в том смысле, что его разум способен делать выбор и принимать моральные решения. Несмотря на все усилия Пфеффингера подчеркнуть руководящую роль Бога в деле спасения, концепция, что человек сам решает, впустить или нет ему в свою жизнь Святой Дух (liberum arbitrium in spiritualibus), вызывала возражения у лютеран. Монергисты Амсдорф и Маттиас Флациус заподозрили в ней сомнение в исключительной ответственности Бога за спасение грешника. Рассматривая взгляды Пфеффингера как возврат к худшим образцам средневекового богословия, они настаивали на том, что Святой Дух должен направить волю грешника, прежде чем тот сможет принять обещание спасения. Соглашаясь со сравнением про камень, Амсдорф отдавал управление психологическими процессами в человеке тем, кто их фактически направляет — Сатане или Христу. Собственное учение Амсдорфа включало пять основных положений:
- Хотя и отягощённая грехом, человеческая воля может подчиняться дисциплине и способна осуществлять моральные труды;
- Грешники не имеют ни свободы, ни власти преодолеть свою моральную извращённость;
- Святой Дух помогает в духовных подвигах верующего;
- Человеческая воля не как камень и участвует в деле обращения;
- Бог не есть причина греха, он хочет, чтобы спаслись все (1Тим. 2:4). При этом свободная воля человека определяет, в какой степени на него окажет влияние Святой Дух[82].

Трактаты, в которых Амсдорф излагал свои взгляды относительно двойного предопределения, не получили широкого распространения, и дальнейшее лютеранское богословие пошло по другому пути, но его взгляды нашли поддержку у придворных богословов герцога Иоганна Фридриха II, Иоганна Штольца и Флациуса. Цитируя Лютера, Флациус доказывал, что люди полностью пассивны и подобны полену, и потому не участвуют в обращении от греха к вере в Христа. Более того, люди хуже, чем поленья, поскольку их воля противостоит воле Бога до тех пор, пока его работа по обращению не будет закончена. Позицию Пфеффингера поддержал на Веймарском коллоквиуме другой ученик Меланхтона, Викторин Штригель, который доказывал, что свободная воля была повреждена и ослаблена, но не полностью уничтожена, первородным грехом. Спор монергистов и синергистов завершился осуждением последних.
В конце 1550-х годов саксонский богослов Николай Галлус критиковал учение Меланхтона о содействии человеческой воли Святому Духу как равнозначное отрицанию Лютера у Эразма и раннесредневековому полупелагианству. Меланхтон, в свою очередь, отверг критику Галлуса как стоическое безумие и заявил, что его оппонент ошибается в той же степени, что и Лютер. Дальнейшая полемика протекала в стенах Йенского университета, где под покровительством герцога Иоганна Фридриха лютеранские богословы пытались прийти к согласию по всё увеличивающемуся числу спорных вопросов лютеранства. Такой подход не нашёл поддержки у гнесиолютеран, и герцог пытался добиться осуждения позиции Меланхтона на Вормсском коллоквиуме 1557 года. Не менее ожесточёнными были споры об евхаристии и об оправдании грешников перед Господом. Выражением гнесиолютеранского учения в его противопоставлении филиппистам стала «Веймарская книга опровержения» (1559), составленная по инициативе Флациуса и Амсдорфа. В числе прочего в ней были осуждены представления Меланхтона о роли свободной воли в обращении грешника. Штригель отказался принять этот документ, после чего был принуждён к участию в диспуте с Флациусом. Своё понимание падшего состояния грешника Штригель попытался выразить в категориях аристотелевской физики, субстанции и акциденции. В ходе диспута он доказывал, что воля субстанциональна, поскольку если её удалить, то человек уже не будет тем же, тогда как греховность таким свойством не обладает. Таким образом, спасение подобно скорее излечению больного, чем воскрешению мёртвого. Флациус, также в аристотелевской парадигме, утверждал, что грехопадение полностью изменило человеческую природу, сделав человека из подобного Богу существо, подобное дьяволу. Соответственно, греховность надо понимать как субстанцию. Смерть сына герцога прервала дебаты, и последующие события привели к утрате гнесиолютеранами позиций при саксонском дворе.
После поражения в дебатах 1560 года Флациус и его единомышленники были изгнаны из Саксонии. Желая прекратить споры о свободе воли, герцог Иоганн Фридрих обратился за помощью к герцогу Кристофу Вюртембергскому, который прислал в Веймар своих придворных богословов Якоба Андреэ и Кристофа Биндера. Вместе с Викторином в мае 1562 года они согласовали «Декларацию Викторина» как новый вероучительный документ для Саксонии. В нём утверждалось, что только Бог может привести грешников к спасению. Первородный грех объяснялся не как «слабость» разума Адама и Евы, но как отсутствие праведности и святости в их воле и сердце. С помощью Святого Духа человек может вернуть способность (modus agendi) совершать свободный выбор и, таким образом, принять Евангелие.

#### Формула согласия
Нарастающие разногласия среди лютеранских богословов, а также внимание, которое уделялось предопределению в кальвинизме, требовали выработки определённой позиции. Результатом поиска единого лютеранского подхода стала 11-я статья Формулы согласия «О вечном божьем предведении и избрании», подписанной в 1577 году — «для того чтобы, по милости Божьей, предотвратить несогласие и разделение по этому поводу среди наших последователей в будущем». Авторами этого текста были Мартин Хемниц (главы 9—64) и Якоб Андреэ (главы 65—93), над окончательным текстом значительную работу провёл Давид Хитреус. Одной из целей авторов было сформулировать ортодоксию в ином, нежели предлагал Флациус, ключе, устранив представление о первородном грехе как субстанции, изначально присущей грешнику. Конкордисты полагали, что такого рода аристотелизм нельзя предлагать простому народу, хотя такая терминология вполне допустима для людей учёных. Пелагианское представление, что грех никаким образом не затрагивает природу грешника, конкордисты отвергли, но также они и не признали грех неустранимой субстанцией.
В вводной части (пп. 1—8 «Полной версии») даются основные определения. «Предзнание» или «предведение» (лат. praescientia, praevisio) определяется как свойство, заключающееся в том, что Бог видит и знает все до того, как это происходит, а «предопределение» — как Божье предназначение к спасению. Предзнание понимается как знание будущих событий, но не их причина. То же относится и ко злу, причиной которого является «порочная, извращённая воля дьявола и людей». В отличие от предзнания, предопределение относится только к истинно верующим и является движущей силой спасения. В тексте особо подчёркивается, что предопределение не следует понимать как детерминированную данность, но как таинственный замысел, открывающийся через Слово. Авторы Формулы согласия (конкордисты) иначе трактуют различение между Богом сокрытым и явленным, чем Лютер. Если у последнего различение имеет целью предотвращение спекуляций, выходящих за обозначенные в Писании границы, то конкордисты вообще исключают из рассмотрения сокрытое. Учение о предопределении, таким образом, сводится к «предназначению Божьему во Христе Иисусе, Который есть истинная Книга Жизни, открываемая нам через Слово» (13). В Формуле неоднократно подчёркивается всеобщий характер спасения и всеобщее избрание, обеспеченное принятием на себя Христом грехов мира — и только этим, ничто существующее в человеке не является причиной избрания (88). Учение Формулы её авторы характеризуют как «наиболее устойчивое утешение всем обеспокоенным», комфортную доктрину, не дающую никому повода для отчаяния (если он считает, что не избран) или ведения распутного образа жизни (если он считает, что избран и ему ничто не повредит, или что не избран и от его действий его положение не ухудшится) (89). Более того, там, где проповедь учения о предопределении имеет следствием не утешение, а отчаяние и ложную самоуверенность, там «учение преподносится не в соответствии с установлением и волей Божьей, но по суждению слепого человеческого разума и по наущению и подстрекательству дьявольскому, дурно и превратно» (91).
Конкордисты определённо высказываются против учения о двойном предопределении и репробации — «вечное избрание Божье должно рассматриваться во Христе, а не вне Его или без Него», и отвергнут только тот, кто сам отверг (65). Подход авторов 11-й статьи подвергался критике как противоречивый и привёл к многочисленным богословским спорам. Тем не менее, благодаря отказу от некоторых из идей Лютера утверждение Формулы положило конец спорам среди его последователей. В «ортодоксальный период», продлившийся до середины XVIII века, развитие лютеранского богословия проходило в направлении, заданном Формулой согласия. Для большинства крупнейших богословов периода, например Иоганна Герхарда (1582—1637), важнейшей задачей оставалось изобличение ошибок кальвинизма.

### В реформатском богословии

#### Учение Кальвина
Как правило, кальвинизм и реформатское богословие считаются тесно связанными с учением о предопределении. Современными исследователями подчёркивается различие между богословием Кальвина и его наследников, но суть и причина этого различия оказываются трудноуловимы. Согласно общепринятой точке зрения, особенностью методологии Кальвина, отличавшей его от реформатских богослов следующего поколения, является бо́льшая опора на Писание и меньшее следование какой-то «центральной догме». Если же задаться целью найти такой принцип, то, согласно Паулю Якобсу, таковым является тринитарный принцип, объединяющий предопределение с сотериологией, обеспечивающий сфокусированную на Христе каузальность спасения. В исторической перспективе, в концепции Реформации голландского историка Хайко Обермана значительная роль предопределения в богословии Жана Кальвина (1509—1564) объясняется в контексте сопутствующих исторических обстоятельств. В своём анализе Оберман следует примеру своего соотечественника Виллема вант Спайкера, сравнившего учения о предопределении у Кальвина и Мартина Буцера (1491—1551) и связавшего различия в их подходах с различиями в жизненном опыте. Согласно Оберману, для Кальвина определяющим был его «опыт изгнания». Женева в первой половине XVI века стала домом для протестантов из многих стран Европы, в том числе и для Кальвина, бежавшего из Франции. Предопределение для них представлялось учением утешения.
В последней редакции своего главного труда, «Наставления в христианской вере» (1559), Кальвин посвятил предопределению главы с 21 по 24 книги III. Приступая к рассуждениям об избрании, Кальвин вначале разъясняет причины, по которым это учение сложно и запутанно. Тем не менее, некоторые выводы из Писания сделать можно, и в своих умозаключениях Кальвин отталкивается от того наблюдаемого обстоятельства, что Слово Божье проповедуется не везде, а там, где проповедуется, не в равной степени действенно. Можно ли предположить, что так происходит потому, что проповедь Христа настолько бессильна, что неспособна преодолеть волю сопротивляющихся? Определённо нет и, делает вывод Кальвин, дело в том, что Бог «не простирает свою длань ко всем». Предпосылкой для рассуждения становится замечание, что «в том, что завет жизни проповедан всему миру не в равной степени и даже там, где он проповедан, не в равной степени воспринят всеми людьми, проявляется чудесная тайна Божьего суда», следствием чего является существование двух категорий людей. Причиной такого положения дел является то, что спасение зависит только от избрания как акта воли Божией до начала мира, который определяет, кто получит спасение через Христа, а кто будет исключён из Его действенной работы. Далее Кальвин приводит своё определение предопределения, которое есть «предвечный замысел Бога (лат. aeternum Dei decretum), в котором Он определил, как Он желает поступить с каждым человеком. Бог не создаёт всех людей в одинаковом состоянии, но предназначает одних к вечной жизни, а других к вечному проклятию. В зависимости от цели, для которой создан человек, мы говорим, предназначен ли он к смерти или к жизни». Существенными элементами определения являются указание на двойное предопределение в учении о спасении, указание на связь с сотериологией и отделение от предвидения. Таким образом, вечное постановление Бога о предопределении у Кальвина является составным и включает избрание по благодати, через которое люди избираются к спасению, и доктрину осуждения, по которой остальные люди явно исключаются из спасения. Кальвин подчёркивает, что осуждение или отвержение всегда сопутствует избранию по благодати. Как он утверждает в «Трактате о вечном предопределении Бога», есть «неразрывная связь между избранием и отвержением». В «Наставлении» он говорит также, что избрание не имело бы смысла без осуждения.
В отличие от схоластов, считавших предопределение частным случаем провидения, Кальвин в своей системе присваивает провидению подчинённое положение. Утверждение, что предопределение к спасению и проклятию не являются логически связанными установлениями Бога (то есть сначала он желает спасти всё человечество, а затем карает отвержением тех, кто этому препятствует), а напротив — единовременным актом, сближает позицию Кальвина со взглядами богослова XIV века Григория из Римини. Не признаёт Кальвин и причинно-следственную связь между избранием и будущими заслугами человека, которые Бог предвидит. Эти понятия концептуально различны: в предведении Бог знает то, что происходит; в предопределении он определяет, чему надлежит произойти. Предведение не делает вещи необходимыми, оно основано на том, что принятое решение неизбежно будет исполнено. Далее, если бы предопределение основывалось бы на предвидимых заслугах или вере, то возникала бы некоторая степень зависимости действий Бога от человека, что невозможно. В главе 23 своего труда Кальвин обосновывает учение о двойном предопределении существованием божественного плана по наказанию нечестивцев. Наконец, в главе 24 он опровергает мнение тех, кто считает человеческие усилия или веру значимыми для достижения спасения.
В различных изданиях «Наставлений» порядок изложения менялся, но объём текста неуклонно рос, и, согласно современному исследователю Ричарду Мюллеру, можно считать предопределение краеугольным камнем кальвиновской сотериологии. Существенным обстоятельством здесь является помещение раздела о предопределении в конец III книги, завершая изложение догмата о спасении. С другой стороны, несколько трактатов Кальвина специально посвящены предопределению. В целом, вопрос о том, занимает ли оно центральное место в богословской системе Кальвина, является крайне дискуссионным. Если в светской историографии на него зачастую отвечают положительно (например, Франц Шнабель считает это общеизвестным), то церковные историки склоняются к противоположному взгляду.

#### Предопределение у учеников Кальвина

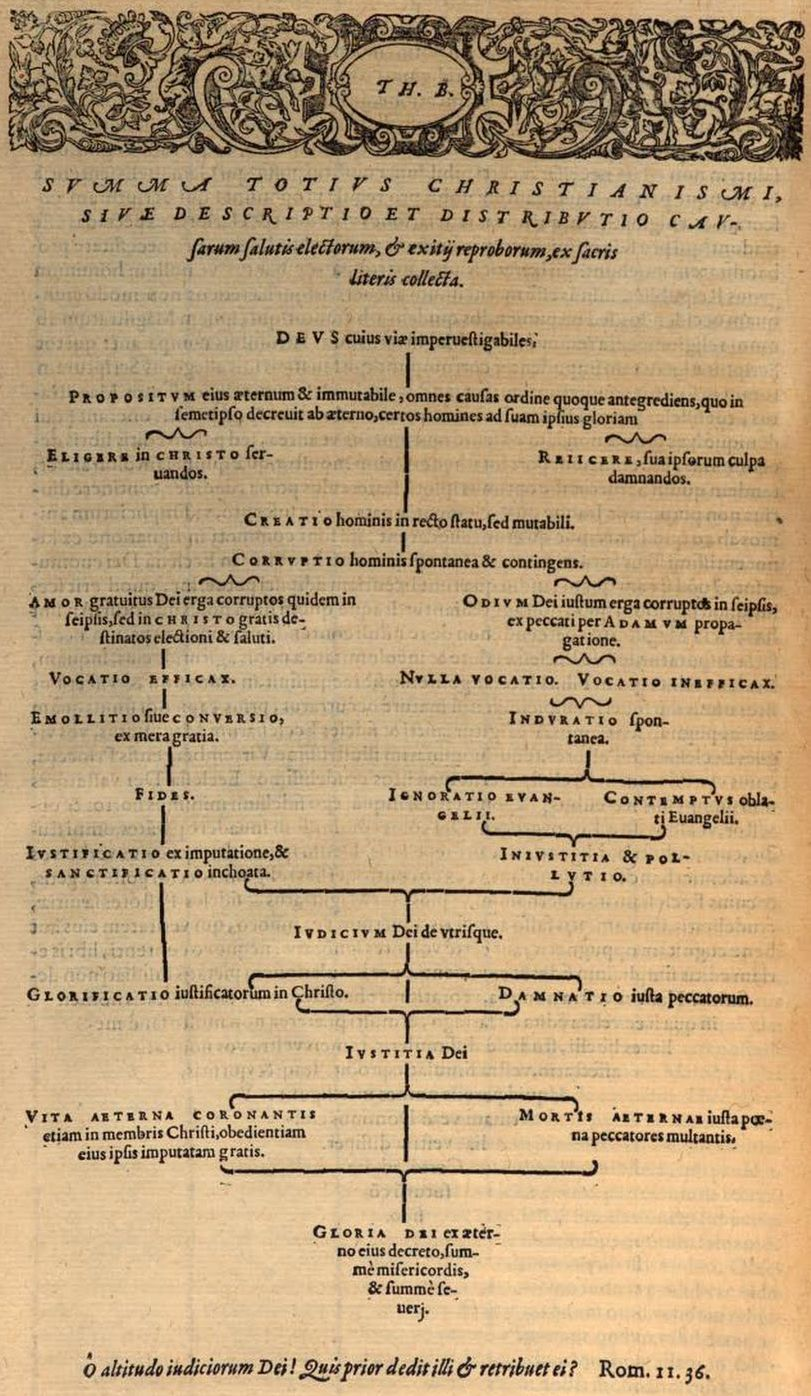
«Tabula Predestinionis» Теодора Безы в издании его трудов 1570 года

Считается, что ближайшие ученики и последователи Кальвина оказали бо́льшее влияние на развитие реформатского учения о предопределении. Среди них называют итальянского богослова Петра Мартира Вермильи (1499—1562), изложившего свои взгляды в написанных в начале 1550-х годов комментариях к Посланию к Римлянам. Он начинает рассуждение с обоснования уместности дискуссии о предопределении. По мнению Вермильи, отрицание этого учения приводит к отрицанию божественного предвидения, и именно в нём достигают кульминации основные постулаты протестантского вероучения — Sola fide и Soli Deo gloria. Принятие предопределения не ведёт к отчаянию, а напротив, учит христиан полагаться не на свои слабые силы, а на нерушимые заветы Бога.
Последовательно и нормативно реформатскую ортодоксию в части предопределения изложил соратник Кальвина Теодор Беза (1519—1605). Для наглядности он составил диаграмму («Tabula praedestinationis»), согласно которой человечество разделяется на избранных и отверженных. Первая версия диаграммы возникла в начале 1550-х годов как ответ на критику учения Кальвина о происхождении человеческих грехов со стороны французского богослова Жерома Болсека. Болсек отказывался признать, что божественное избрание является источником веры, и утверждал, что верующие в Христа избраны в любом случае. Настаивая на простом предопределении и отвергая двойное, Болсек ссылался на авторитет Генриха Буллингера (1504—1575) и Меланхтона. В споре с Болсеком Беза встал на сторону Кальвина и обеспечил поддержку реформатских церквей Швейцарии, а Болсек был изгнан из Женевы. В 1555 году Беза опубликовал первую версию своей диаграммы, в которой предопределение называлось «вершиной всего христианства» (лат. summa totius Christianismi). В наиболее полном виде своё учение о предопределении Беза изложил в «De praedestinationis doctrina» (1582) и в комментариях на Послание к Римлянам, 9. Учение Безы, характеризуемое исследователями как «жёстко теоцентричное, холодно-детерминистское и ошеломляюще схоластичное», исходит из предположения, что человеческий разум способен постичь тайны божественного замысла относительно предопределения. Оно предвосхищает более поздние «лапсарианские» дебаты — в их терминологии учение Безы принадлежит к супралапсарианству. Беза также является сторонником двойного предопределения и утверждает, что Бог от вечности предопределил создание двух типов людей: предназначенные к спасению «сосуды чести» и отвергнутые «сосуды бесчестья». Необходимо различать решение об избрании или отвержении и исполнение этого решения. Причина попадания отдельного человека в ту или иную категорию непознаваема, но она лежит в самих людях. Проводя схоластический анализ причин репробации, Беза делит их на необходимые и случайные. В случае избрания вторичные причины могут быть прослежены до первопричины, то есть решения об избрании. При реализации отвержения вторичные причины исходят от самого человека, и божественное решение исполняется путём дозволения человеку поступать по своей воле. Тем не менее, исполнение репробации происходит под контролем со стороны Бога, определяющего, каким способом будет осуществлено наказание. Беза не даёт надёжных ориентиров для классификации человеком самого себя и соглашается с Кальвином, что нельзя знать о своей отверженности. Признаком избрания является истинная вера, но и об истинности своей веры нельзя судить уверенно. Такая доктрина способна привести к отчаянию, и с этим ничего нельзя сделать, поскольку Христос умер только за избранных — это следует из логической подчинённости его искупления решению об избрании. Таким образом получает своё обоснование один из догматов кальвинизма — ограниченное искупление.
Супралапсарианство Беза стало основой реформатской ортодоксии, и даже среди его учеников не было единства во взглядах. Инфралапсарианства придерживались Ламбер Дано, служивший профессором в Женеве в 1574—1581 годах, и ученики Беза Франциск Юний Старший проповедовавший в Лейдене и унаследовавший богословскую кафедру в Женеве Джованни Диодати (1576—1646). Диодати, в отличие от Беза, рассматривал Бога как наблюдающего уже падшее и порочное человечество как «массу», в которой нет различия, кроме той, которую придаст ей Бог в своей свободной воле.

### Предопределение у анабаптистов
Ранние анабаптисты представляли собой весьма неоднородное движение, но в целом для них была характерна вера во всеобщую доступность благодати и возможность неограниченного развития святости. Один из лидеров немецких анабаптистов начала XVI века Ханс Денк (ум. 1527) верил, что человек может быть действительно подобен Богу в своём поведении. Бог даровал человеку возможность принять его волю или отказаться от неё, ибо единственное, что ему нужно — это искренняя молитва, которая была бы не возможна от «камня». Поскольку Господь не вдаётся в индивидуальные различия, возможность и благодать даются всем. Денк соглашается с Эразмом в том, что свободная воля всегда сохраняется, но утверждает, что человек не может даже принять благодать без благодати. Касаясь традиционных для данной области богословия тем, Денк понимает «ожесточение сердца» как возможность для покаяния, а в истории об Иакове и Исаве видит пример божественного предвидения. Вероятно, Денк был осведомлён о споре Эразма с Лютером, как и его современник Бальтазар Губмайер (1485—1528). Губмайер выделяет два аспекта божественного плана: существование Его всемогущей и сокрытой воли, равно как и явленной воли привести всех людей к вере в Христа. Явленная воля, в свою очередь, также подразделяется на две, притягивающую и отталкивающую. Под влиянием первой обращаются к Христу, умершему за всё человечество, а в силу второй — получают заслуженную кару, избрав отказ от Бога. Ещё одного через последователя Эразма, Менно Симонса (ум. 1561), либеральный вариант учения о предопределении укоренился в Голландии.
Из более поздних анабаптистов следует отметить голландца Дирка Коорнгерта (1522—1590), яростно критиковавшего кальвинистские догматы о первородном грехе, рабстве воли, оправдании только верой и предопределении как богохульство и подстрекательство к аморальному поведению. Для Коорнгерта люди изначально добры, и утверждать иное значит называть Бога источником зла. Всякого рода отклонения являются продуктом общества, которое препятствует уклонению от греха. Благодать не ограничивает индивидуальную свободу, поскольку в противном случае наказание или награда не были бы заслуженными. Коорнгерт называет предопределение клеветой на Господа, не опирающееся ни на Священное писание, ни на разум. Отрицая обвинения в пелагианстве, голландский богослов называл своё учение основанным на Библии. Христианство для него важно как руководство к жизни, и истинный критерий настоящего христианина — любовь к Богу и ближнему, а не приверженность некоторому перечню догматов. Совершенствование человека и истинная благодать достижимы, но для немногих.

## Споры о предопределении в XVII веке

### Арминианство
Критика кальвиновского учения о предопределении в церквях голландских протестантов началась задолго до Якоба Арминия (1560—1609). Согласно Гомеру Хуксема, в своём учении он «соединил еретические элементы» Хуберта Дойфхоиса, Дирка Коорнгерта, Каспара Коолхааса, Адольфа Венатора и других. На следующий год после смерти Арминия его последователи приняли вероучительный документ, получивший название Пять пунктов Ремонстрации. Согласно первой статье документа, «Бог по вечному, неизменному намерению во Иисусе Христе, Своём Сыне, прежде создания мира постановил из падшего, греховного человеческого рода спасти во Христе, ради Христа, и через Христа тех, кто по благодати Святого Духа уверует в сего Сына Его Иисуса и устоит в этой вере и послушании веры, по Его благодати, до самого конца; и, с другой стороны, оставить неисправимых и неверующих во грехе и под гневом, и осудить их как чуждых Христу». Такая формулировка утверждала основанием предопределения предвидимую веру человека. Второй и четвёртый пункты описывали благодать как всеобщую и потенциально отвергаемую, что также противоречило кальвинистскому подходу. Согласно определению современного арминианского богослова Роджера Олсона, арминианство является «евангелическим синергизмом», в противоположность синергизму еретическому или гуманистическому, осуждённому под как полупелагианство, и еретическому монергизму (пелагианству). Таким образом, по Олсону арминианство подразумевает предвосхищение благодати человеком, направляющим свою добрую волю к Богу, включая несопротивление спасению, идущему от Христа. В плане расхождений с кальвинизмом, арминианство отрицает безусловное избрание, исключающее возможность спасения для некоторых людей. Арминий не признавал кальвинистское различение между распоряжением Бога на совершение грехопадения и его позволением (не-запрещением), считая его катастрофичным с точки зрения благости. В полемике с английским пуританином Уильямом Перкинсом Арминий писал о первичности предопределения Христа в качестве спасителя и посредника между Богом и людьми по отношению ко всем прочим актам предопределения. Не считал Арминий учитывание поведения человека ограничением суверенности Бога, но лишь поводом для тех или иных действий Бога по отношению к человеку. Вера человеку даётся в качестве дара, который может быть отвергнут. В отличие от Арминия, многие из его последователей (Симон Епископий, Филипп ван Лимборх) отвергали безусловную уверенность в спасении или же не позволяющую отпасть благодать.
Кульминацией начавшихся ещё при жизни Арминия попыток реформатских ортодоксов прекратить распространение арминианства увенчались созывом Дордрехтского синода, сессии которого проходили с ноября 1618 по май 1619 года. Помимо голландских участников, в деятельности собора участвовали делегации нескольких других протестантских стран. Арминиане отказались признавать авторитет собора и рассматривали его лишь как богословскую конференцию. Хотя в конце концов они были изгнаны с заседаний, им было позволено излагать свою точку зрения письменно. Наряду с Гейдельбергским катехизисом 1553 года и Бельгийским исповеданием 1561 года, каноны Дордрехского синода являются одним из основных вероучительных документов нидерландских протестантов. Данное собором определение предопределения построено таким образом, что отвержение хотя и не исключается, но и не включается в предопределение как самостоятельная истина.

### «Лапсарианские» споры

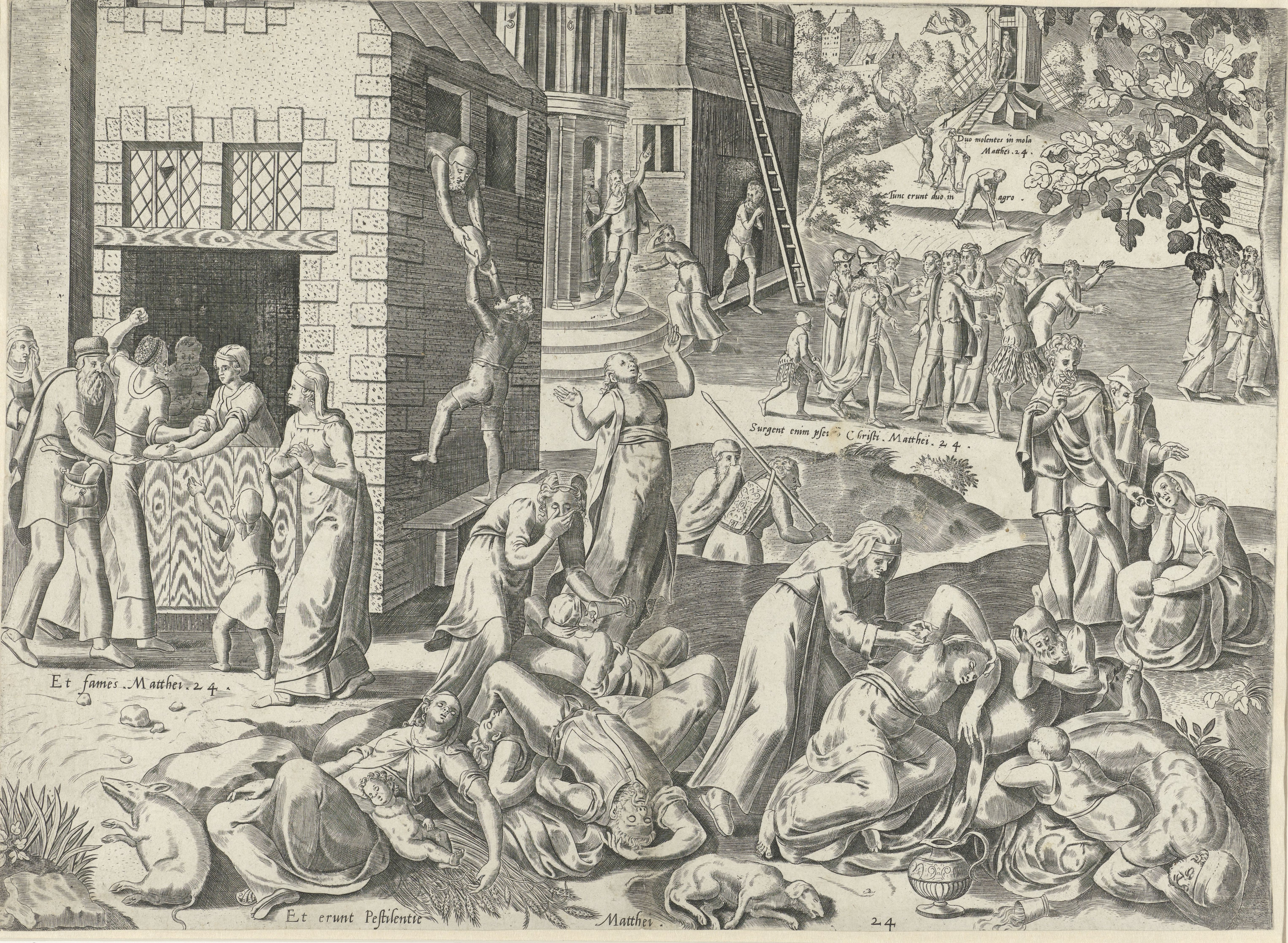
Умирающие грешники и спасаемые ангелами праведники во время Второго пришествия Христа на гравюре Франца Хогенберга

Вопрос о последовательности Божьих установлений поднимался ещё в раннем христианстве, однако принципиальный характер приобрёл только в эпоху Реформации. Большинство ранних реформаторов, включая Лютера, Цвингли и Кальвина, сошлись на том, что грехопадение (лат. lapsus) было предопределено активной волей Бога. Генрих Буллингер и ряд менее значимых богословов согласились лишь допустить возможность, что Бог только предвидел падение. В дальнейшем в протестантизме сложился консенсус о том, что подход Буллингера не позволяет удовлетворительным образом описать взаимосвязь установлений и причины возникновения греха. Тем не менее, в рамках консенсуса возникли дальнейшие вопросы: произошло ли осуждение на основе простого желания Бога или оно было проявлением божественной справедливости, ставшей необходимым следствием свершившегося греха? Следует ли избрание и отвержение рассматривать в равной степени как акты чистого суверенитета, или же избрание есть проявление благодати, а осуждение — справедливости? В ходе споров среди протестантов были сформулированы четыре основные точки зрения по поводу последовательности установлений: арминианская, амиральдистская, супра- и инфралапсарианство, из которых последние два тесно связаны с кальвинистским учением о репробации.
Источником разногласий относительно порядка установлений является различие в интерпретации одного из классических новозаветных локусов о предопределении, Рим. 9:21 («Не властен ли горшечник над глиною, чтобы из той же смеси сделать один сосуд для почётного употребления, а другой для низкого?»), а именно — следует ли понимать под «глиной» (др.-греч. φυράματος) падшее или ещё не падшее человечество? Сторонники инфралапсарианства утверждают, что предопределение с моральной точки зрения должно следовать за решениями о творении и падении, а их оппоненты первым называют избрание. В своей аргументации стороны акцентируют внимание на различных богословских аспектах: для супралапсариев более существенен божественный суверенитет, тогда как инфралапсарии полагают, что отвергнуть человека независимо от его предвиденного падения и греха несовместимо с природой Бога. Последние утверждают также, что Божие избрание — это в полном смысле акт любящей благодати, в котором Бог постановил спасти некоторых людей, уже рассматриваемых как сотворённых и падших, тогда как отвержение есть просто избрание святых и отказ в спасении другим, которые оставляются на осуждение и погибель. Таким образом, решение о предопределении следует после (infra) решения о падении. Супралапсарии же считают, что решение Бога о предопределении должно предшествовать решению о падении. Они учат, что предопределение есть в полном смысле чистый, суверенный акт Божьего благоволения, в котором Бог избирает или отвергает отдельных людей, созерцая их как сотворённых и способных пасть, а не уже падших. Таким образом, предопределение предшествует (supra) падению. Следует подчеркнуть, что в обоих случаях речь идёт о моральном, а не хронологическом порядке установлений, поскольку все они от вечности.
Спектр «лапсарианских» теорий сложился в ходе дискуссий Дордрехтского синода и включал в себя три возможности: человек мог быть creabilis, но labilis (супралапсарианство, ещё не создан, но предопределён к грехопадению); creatus и labilis (создан и предопределён к падению); creatus и lapsus (инфралапсарианство, создан и уже совершил падение). Участвовавшие в соборе голландские профессора Иоанн Полиандер, Антоний Тизиус Старший и Антоний Валезий представили инфралапсарианское определение предопределения и репробации, в которых объектом является «впавшее в грех и погибель» человечество. С их точки зрения, супралапсарианство устраняет необходимость в посреднической функции Христа и спасении не согрешившего человечества. Определение, данное английской делегацией, в прочих отношениях имевшее иной смысл, также было инфралапсарианским. Из влиятельных богословов супралапсарианскую позицию высказывал только Франциск Гомар, и в конце концов общее мнение собора склонилось в сторону его оппонентов. С другой стороны, целью собора в целом и большинства богословов было избежать определённых заявлений, лат. phrases duriores. Дело поляка Яна Маковского, в чьих супраласарианских тезисах усмотрели явное признание Бога автором греха, было рассмотрено на соборе. Маковскому удалось доказать, что его мнение не отклоняется от реформатской ортодоксии, и собор ограничился вынесением предупреждения о нежелательности использования схоластического языка в своём учении. В результате Дордрехский собор, приняв в своих канонах инфралапсарианское определение предопределения, не осудил супралапсарианство, признав более правильным выступить единым фронтом против пелагианства и полупелагианства.
В силу того, что различие в позиции сторон «лапсарианского спора» весьма тонко, идентификация принадлежности некоторых богословов к тому или иному лагерю может быть затруднительной. Дискуссионным является вопрос о классификации в этом разрезе взглядов Кальвина. Из современных богослов следует отметить Карла Барта, в своей «Церковной догматике» явно назвавшего себя супралапсарием, но относительно которого может быть обоснована и противоположная точка зрения. По мнению профессора Шао Гай Цзэна, так произошло по причине использования Бартом дающих не вполне точную перспективу церковно-исторических трудов Хайнриха Хеппе и Александра Швайцера, благодаря чему точный смысл мнений реформатских богословов от Барта ускользнул.

### Амиральдизм и Гельветский консенсус
Основатель амиральдизма Моиз Амиро (1596—1664) учился в гугенотской Сомюрской академии у шотландца Джона Кэмерона. Под его влиянием Амиро разработал одну из систем гипотетического универсализма. Американский историк Брайан Армстронг (Brian G. Armstrong) относит Амиро к гуманистическому направлению в Реформации, характерному для французского протестантизма. Целью предестинационного богословия Амиро было защитить учение Кальвина от нововведений реформатских схоластов и, прежде всего, от супралапсарианства Теодора Беза. С содержательной точки зрения, своей задачей Амиро считал получение ответа на вопрос, почему одни люди верят в Бога, а другие нет. Согласно его концепции, Бог желает спасти всех людей при условии, что они уверуют, однако никто не может выполнить это условие по причине порочности. Поэтому Бог желает спасти только некоторых и отвергнуть других, что и составляет, в результате, суть божьих установлений. Вопросы, занимавшие реформатских схоластов, прежде всего о порядке установлений, Амиро отказывается рассматривать, поскольку они есть «секреты настолько тайные, и бездны столь тёмные, что всякий решившийся в ступить в них неизбежно будет навеки поглощён этим неизъяснимым лабиринтом».
В своей основе учение Амиро имело сомюрскую трактовку богословия завета. Взамен общепринятой в реформатском богословии двухчастной схемы, противопоставлявшей завет дел и завет благодати, сомюрцы предложили троякий завет, рассматриваемый как три этапа божественного плана спасения, происходящие под руководством различных лиц Троицы: заветы природы, закона и благодати. Последний, устанавливаемый между Богом и человечеством, требует веры в Христа и подразделяется на условный завет всеобщей благодати и безусловный завет частной благодати. Таким образом получало обоснование учение о двоякой воле Бога в предопределении. Несмотря на желание Амиро представить свои взгляды как непосредственное развитие учения Кальвина, ему трижды предъявлялось обвинение в ереси (в 1637, 1644 и 1659 годах). Хотя каждый раз Амиро был оправдан, принятый в 1675 году Гельветский консенсус закрепил отрицание амиральдизма в Швейцарии. Амиральдизм сыграл незначительную роль в истории Реформации, но оказал заметное влияние на развитие протестантизма в Америке, в особенности среди баптистов и диспенсационалистов.

## Предопределение в английском протестантизме

### Предопределение в период ранней английской Реформации

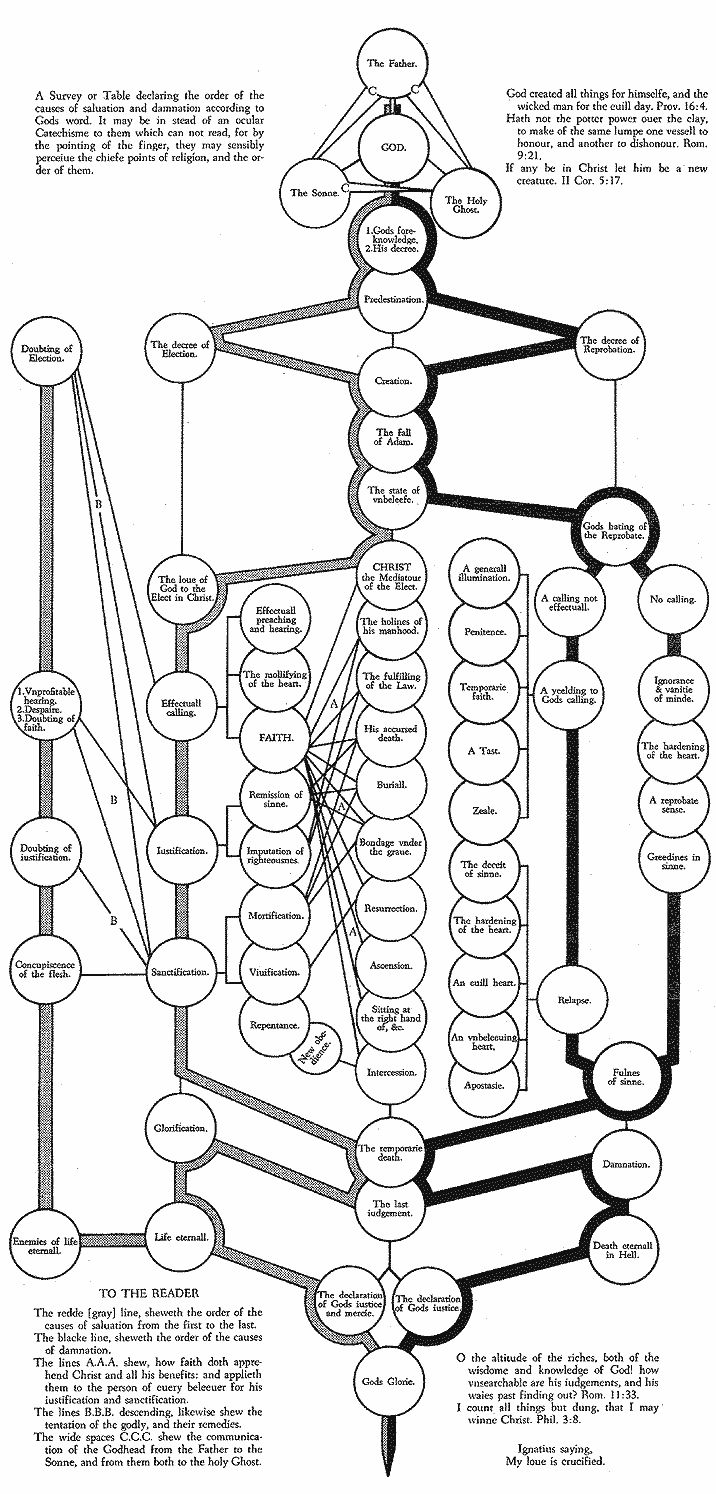
Диаграмма взаимосвязей основных богословских понятий согласно Уильяму Перкинсу. Графический метод изложения философских концепций характерен для Рамизм

К началу Реформации учение о предопределении не было новым для Англии. Сторонником идеи о содействии человека Богу в деле своего спасения был шотландец Иоанн Дунс Скот (ум. 1308). Против его подхода, ассоциировавшегося пелагианством, выступал архиепископ Томас Брадвардин (ум. 1349). С ним был согласен Джон Уиклиф (ум. 1384), полагавший, что истинная принадлежность к церкви, как и вера, только могут быть получены от Бога избранными. Несмотря на то, что король Генрих VIII (1509—1547) не принял протестантского учения о благодати в его швейцарском варианте и склонялся к полупелагианскому меритократическому богословию, общая атмосфера его царствования способствовала распространению в Англии учений в духе континентальной Реформации. Вслед за Лютером первые английские протестанты утверждали, что истинное христианское благочестие начинается с оправдания посредством благодати через веру. В их богословии с идеей оправдания верой была тесно связана концепция санктификации, то есть перерождения в святости под воздействием Святого Духа. Предполагалось, что предопределение к святости также имело место до начала времён. Современные исследователи предполагают, что акцент на санктификации предопределил морализаторский характер последующего английского протестантизма. Как и на континенте, в Англии предопределение было «комфортной» доктриной, позволяющей верующему быть вполне уверенным в своём спасении. Помогало в этом учение о вменённой праведности или «двойном оправдании», то есть представлении, что оправдание достигается не только верой, но и делами. Уильям Тиндейл (ум. 1536) это обосновывал так: «Не дела делают нас сынами Господними, но свидетельствуют и подтверждают они наше сознание, что мы таковы, и что Господь избрал нас». В правление Генриха VIII за пределами официальной церкви появились группы радикальных сектантов, отрицавших ряд общепринятых догматов и религиозных практик, включая учение о предопределении. До некоторой степени их можно связать с анабаптистами, появившихся в Англии из Голландии.
В царствование Эдуарда VI (1547—1553) ограничения на выражение реформаторских взглядов были отменены, и протестантское учение о благодати стало доминирующим в Церкви Англии. Многочисленные континентальные богословы были приглашены занять профессорские кафедры Оксфорда и Кембриджа. Составленная при участии архиепископа Томаса Кранмера Книга проповедей 1547 года толковала веру и спасение как божественные дары, не связанные с человеческими заслугами. В ещё большей степени швейцарское влияние отражали 42 статьи 1553 года, также вышедшие под редакцией Кранмера. В них утверждалось оправдание верой и связанность человека в состоянии греха, из которого можно выйти только посредством даруемой Богом благодати. Статья 17, вошедшая практически в неизменном виде в 39 статей англиканского вероисповедания, относится к предопределению и избранию. В ней предопределение к жизни определяется в терминах божественных цели (purpose) и воли (decree), явленных ещё до основания мира тайно от людей. Изложенный в статье порядок спасения следует Рим. 8:28—31: призвание (calling) посредством Святого Духа, подчинение (obedience) по благодати, свободное оправдание (justification), усыновлены, уподобляются Христу (conformity), в результате чего, «праведно ходят в добрых делах и, в конце концов, по благодати Божьей, получают вечное блаженство» (everlasting felicitie). Статья 17 полностью умалчивает об отвержении, а также не затрагивает тему уверенности в спасении.
В правление королевы Марии (1553—1558) лидеры английской Реформации либо были осуждены как еретики, либо отправлены в изгнание, однако их дебаты о предопределении не прекращались ни в тюрьмах, ни в изгнании. Эмигрировавшие на Континент протестанты смогли лучше познакомиться с реформатскими идеями о предопределении. Прежде всего это относится к группе богословов, оказавшихся в Женеве. Из них Энтони Джилби и Джон Нокс написали трактаты о предопределении, Джон Скори перевёл труды Августина, а Уильям Уиттингэм — Теодора Безы. Их работы добавили мало нового к ранее существовавшим в английском богословии идеям. Большое значение для распространения реформатских идей о благодати и спасении имела подготовленная изгнанниками Женевская Библия и комментарии к ней.
С приходом к власти королевы Елизаветы (1558—1603) начался новый этап в развитии протестантского богословия, охватывающий также большую часть царствования Якова I. «Елизаветинское урегулирование», в рамках которого произошли незначительные изменения в формулировке 39 статей и эдвардианской Книге проповедей, было призвано установить границы допустимой богословской дискуссии и определить отношение страны к религиозным конфликтам на континенте. Тогда же богословие благодати усилиями народных проповедников стало распространяться в народе. Проповедование благодати во Христе и предопределения как спасения единственно через даруемую Богом благодать стало центральным мотивом пуританского движения. В практическом богословии, направленном на руководство повседневной жизнью верующих, развивалась тема порядка спасения, от избрания до прославления. До начала XVII века учение о предопределении не рассматривалось как источник доктринальных разногласий между умеренными протестантами и нонконформистами. Тем не менее, оно постепенно становилось всё более значимым признаком религиозной идентичности, вначале по отношению к католицизму, а затем и среди протестантов. До определённой степени можно говорить о наличии корреляции между пуританским нонконформизмом и принятием учения о предопределении.

### «Экспериментальное предопределение» Уильяма Перкинса
Наиболее важной фигурой в период становления английской реформатской схоластики считается Уильям Перкинс (1558—1602). Применение логического анализа богословских проблем происходило у Перкинса не в рамках аристотелевской традиции, как, например, у Петра Мартира, а под влиянием французского протестанта Петра Рамуса. Наиболее полное выражение его взглядов на предопределение содержится в выдержавшем множество латинских и английских изданий трактате «Armilla avrea» («A golden Chaine», «Золотая цепь», 1590). Следующий трактат, «A Christian and plaine Treatise of the Manner and Order of Predestination» снискал меньшую популярность, но тоже неоднократно переиздавался, особенно до 1631 года. Основное произведение Якоба Арминия «Examen Modestum Libelli» было ответом именно на него. Для характеристики учения Перкинса часто используют выражение американского богослова Роберта Кендалла «экспериментальный предестинаризм» (англ. experimental predestinarianism), отличая тем самым от предестинаризма вероучительного. особенность первого является смещение акцента на практическую деятельность священника, культивирование основанного на кальвиновском предопределении стиля благочестия и построения основанной на таких принципах христианской общины.
Учение Перкинса основано на идее вечной (eternal), неизменяемой (immutable) и всеохватывающей (all-embracing) воли (decree) Бога. В своём богословии предопределения применительно к проблеме существования греха Перкинс следует парадигме Ансельма Кентерберийского, утверждавшего отсутствие у зла метафизической реальности. Грех не является наличием чего-то, а напротив, отсутствием блага. Такой подход позволяет Перкинсу соотнести грехопадение Адама с абсолютной волей Бога, не делая его при этом источником греха. По его мнению, воля Бога двояка. Всеобщая (general) воля допускает существование зла в той степени, какой оно имеет отношение к благу, и в отношении неё можно сказать, что Господь хотел падения Адама. Частная (special) воля и относится к тому, что Бог считает правильным, и по ней Бог не желает падения Адама и грехов человеческих. Согласно приводимой Перкинсом аналогии, чиновнику не доставляет удовольствия смерть и казнь злоумышленника но, подписывая смертный приговор, можно сказать, что он желает её. В том же отношении Бог находится и ко всему прочему мировому злу. Абсолютного зла не существует, и вещи, порочные сами по себе, являются благими в перспективе вечности.
Относительно предопределения или «божьей воли в том, что касается человека», Перкинс, помимо собственной, выделяет три точки зрения. Первой он опровергает пелагиан, видящих причину предопределения в самом человеке, свободно принимающем или отвергающем благодать. Во-вторых, он отвергает лютеранский подход, в котором хотя и принимается учение о безусловном избрании к спасению, репробация ставится в зависимость от предвидимого Богом отказа человека от благодати. К третьей группе своих оппонентов Перкинс причисляет полупелагиан, приписывающих предопределение частично милости Божьей, частью предвидимым заслугам. Соответственно, четвёртая возможность, которой придерживается Перкинс, составляющая реформатскую догму двойного предопределения, заключается в приписывании причины спасения или проклятия исключительно благоволению Бога. Согласно диаграмме Перкинса, избрание и репробация находятся в полной симметрии. Избрание понимается как единоличная свободная воля Бога определить некоторого человека к спасению через свою благодать. Это решение неизменно, и единожды избранный к спасению не может отпасть. Соответственно, репробацией является противоположное решение посредством справедливости. С целью более точного объяснения своей мысли, Перкинс выделяет в репробации два «действия» (acts). Первым Бог оставляет человека, являя ему свою справедливость, не по причине греховности отвергаемого, а исключительно из своей воли. Затем Бог определяет человека к наказанию и уничтожению за его грехи. Настаивая на божественном суверенитете над всеми созданиями, Перкинс не видит для осуждённого к проклятию человека праведно роптать. Полемизируя с теми, кто утверждает, что в его схеме Бог проявляет жестокость к своим созданиям, обрекая их на адские муки, Перкинс отвечал, что правильно говорить не о том, что своей волей Бог создал одних для проклятия, но для явления своей справедливости и славы в отношении тех, кто подлежит проклятию. Также Перкинс отрицал, что его учение делает Бога творцом греха, создавая тех, кому предназначено согрешить. Во-первых, причиной греха является зло, содержащееся в самом человеке, а во-вторых, результатом действий Бога является манифестация его свойств, то есть славы и справедливости и, наконец, следует различать грех и попустительство совершить таковой.

### Предопределение и Английская революция
Ожесточённые споры о предопределении велись в среде университетских богословов. Кульминацией диспутов в Кембридже стало появление Ламбетских статей, ставшие попыткой устранить неопределённость и недосказанность XVII статьи. Официального статуса документ не получил и влияние его на дальнейшую полемику было весьма незначительным. В целом безрезультатной оказалась организованная Яковом I попытка примирения нонконформистов с официальной церковью в рамках Хэмптон-кортской конференции 1604 года; одной из проблем, волновавших пуритан, было желание включить учение о предопределении в общепринятую догму. Хотя король не поддержал пуритан, — как считается, не желая смущать умы подданных сложными материями веры, он приказал сжечь книги арминианина Конрада Ворстиуса, когда начался спор о свободе воли в Голландии. Посылая английскую делегацию на Дордрехтский синод, Яков надеялся предотвратить усугубления в стране религиозных споров. С изменением политической ситуации в начале 1620-х годов в Европе Яков вновь отошёл от про-кальвинистской риторики и отказался признать каноны синода. Тем временем арминианство, не называясь так открыто, приобрело в Англии сторонников и стало ассоциироваться со склонной к пышным обрядам «высокой» церковью. Продолжая раскол, пуритане протестовали против того, что они называли «папистским идолопоклонничеством», а иерархи официальной церкви демонстрировали безразличие к проповеди предопределения. В последние годы правления короля Якова накал страстей достиг такой степени, что в 1622 году всем священнослужителям в ранге ниже епископа было запрещено проповедовать об избрании, отвержении, сопротивляемости или неотвергаемости благодати.
В 1625 году королём стал Карл I. В следующем году он подтвердил изданный своим отцом запрет обсуждать предопределение, но пуритане не желали прекращать спорить по важнейшему для них вопросу. Религиозные симпатии Карла I не вполне понятны, но, как и прежде, арминианство больше способствовало укреплению власти короля во главе церкви и государство, чем эгалитаристское по своей сути предопределение пуритан. После смерти кальвиниста Джорджа Эббота в 1633 году, новым архиепископом Кентерберийским был назначен противник пуритан Уильям Лод. При нём арминианство приобрело иной, нежели в Голландии характер, став, фактически, идеологией Контрреформации в Англии. Согласно английскому историку Николасу Тьякке (Nicholas Tyacke), английское арминианство отвергло неконтролируемую благодать предопределения в пользу доступной благодати церковных таинств. Фактически, расхождения между пуританами и лодианами касались самых принципиальных вопросов, природы христианского спасения.
К концу XVII века кальвинизм в Англии пришёл в упадок, вместе с богословием в целом, и накал споров о предопределении значительно снизился. Важной вехой на этом пути стала деятельность группы философов, известных как «Кембриджские неоплатоники», доказывавших, что в разумно устроенной религии нет места учениям, подобным предопределению. В течение двух десятилетий перед Реставрацией они проповедовали идею, что разум может проверить истинность откровения, и что этические идеалы происходят не от божественной воли, но из самой природы вещей.

## Предопределение в XVIII—XX веках

### Предопределение у кальвинистов Новой Англии
В первой половине века множество непримиримых пуритан переселились в Новую Англию, опасаясь, что власть в церкви захватили католики. Доктринальной основой для них стали каноны Дордрехтского синода и, вскоре после его принятия, Вестминстерское исповедание. Начиная с 1633 года в церквях Новой Англии от вступающих в конгрегацию начали требовать подробного рассказа о своём опыте духовного обращения, что соответствовало наставлениям Уильяма Перкинса. Особое внимание уделялось следованию порядку спасения. «Отец Коннектикута» Томас Хукер (1586—1647) написал множество трудов на тему духовного возрождения грешников. Эмигрант первого поколения Томас Шепард (1605—1649) в своём выдержавшем десятки изданий труде «The Sincere Convert» оценил пропорцию числа избранных к отвергнутым как один к тысяче. Ряд крупных колониальных богословов второй половины XVII века обращались к теме предопределения. Сэмюэль Уиллард (1640—1707) в своих трудах защищал классические кальвинистские супралапсарианские трактовки, отстаивая свободу Бога и необусловленность спасения. В своих проповедях он доказывал, что моральным является подчинение божественной воле, явленной Адаму в законах природы, а затем в моральном законе Ветхого и Нового заветов. Конгрегационалист Соломон Стоддарт (1643—1729), признавая, что нет точных правил для определения наличия благодати, выступал за инклюзивность и согласился допустить в церковь невозрождённых. В своей богословской системе Стоддарт вводил понятие доступной только избранным «особой» благодати, отличной от «общей» благодати, и дающей такую степень любви Христа, которой отверженным никогда не достичь. Его непримиримым оппонентом был Инкриз Мэзер (1639—1723), настаивавший на чистоте церкви и выступавший против допуска к таинствам тех, кто не мог предоставить доказательства спасительной работы благодати над своей душой. Однако, расходясь со Стоддартом по вопросу допуска к причастию невозрождённых и неверующих, Мэзер соглашался с ним в признании суверенного права Бога наделять своей благодатью избранных. Его сын Коттон Мэзер (1663—1728) также стоял на страже кальвинистской ортодоксии, и в 1702 году опубликовал трактат в опровержение английского арминианства и в защиту безусловного избрания, неотвергаемой благодати и оправдание верой через вменённую праведность Христа.
В 1710-х годах английский аминиане начали критику кальвинизма, опровергая не только предопределение, но и прочие важные догматы — вменённую вину, вменённую праведность и первородный грех. Начало полемике положил трактат проповедника Дэниэла Уитби «Discourse on the Five Points» (1710). В 1730-х годах споры дошли до Новой Англии. Известно множество случаев предъявления обвинений в «арминианстве», но попытки оспорить безусловное избрание и ограниченную благодать предпринимались и в последующие десятилетия.

### Методизм и современное арминианство
Основатель методизма Джон Уэсли (1703—1791) высказывался исключительно отрицательно в адрес кальвинистского учения о двойном предопределении, поскольку полагал безусловное предопределение к отвержению заслуживающим анафемы за умаление любви и справедливости Бога. Уэсли считал, что Католическая церковь придерживалась учения о предопределении до Тридентского собора, когда отвергла его, в целях борьбы с Кальвином и Лютером. Во многих своих работах он прямо нападал на кальвинизм, обвиняя его в приписывании Богу направления отверженных ко злу. Хотя в одной из своих проповедей («Free Grace») Уэсли перечислил причины, по которым учение о предопределении противоречит Писанию, он также согласился со своим другом Джорджем Уайтфилдом, что некоторые люди могли быть предопределены к спасению. В целом, Уэсли рассматривал предопределение как предвидение Богом веры и неверия, или, точнее — принятия благодати. В бликом арминианству духе он говорит о божьем предвидении дел как о не детерминизирующем и не каузальном, Бог просто знает, потому что они существуют. С другой стороны, зная тех, кто будет верить, Он призывает их Духом и Словом. Американский методист Уилбур Фиск (1792—1839) доказывал, что как кальвинисты, так и их оппоненты приписывали библейскому языку чуждый ему смысл, и что в текстах апостола Павла ничего не говорилось об избрании отдельных людей к спасению.
Последовательно методистское (или уэслианско-арминианское) учение о предопределение было развито у Ричарда Уотсона (1781—1833). Уотсон полностью отвергал безусловное избрание отдельных лиц, но допускал таковое в отношении групп или народов, в частности Церкви. Индивидуальное избрание обуславливается предвидением, и тут Уотсон существенно отклонялся от Уэсли и Арминия, отрицая вневременный характер вечности, а также бесстрастность и неизменность Бога. Указанные категории, по мнению Уотсона, не позволили бы Ему реагировать на молитвы, взаимодействовать с человечеством и предвидеть события во времени. Во второй половине XIX века тех же взглядов придерживался американский методист Джон Майли (1813—1895), в XX веке Томас Оден (1931—2016), назаренцы Генри Ортон Вили (1877—1961), Рэй Даннинг (род. 1926).
В современном арминианском дискурсе широко распространены концепции «среднего знания» или молинизма и открытого теизма. Первая из них, восходящая к испанскому иезуиту Луису де Молина (1535—1600), постулирует наличие у Бога в момент творения троякого знания. Знание первого вида касается того, что возможно в силу естественных ограничений мира. Знание второго вида включает знание о важных фактах, которые непременно должны были осуществиться. Межу этими двумя видами знание, согласно Молине, находится среднее или контрфактическое знание, о том, что имело бы место при определённых обстоятельствах. С помощью среднего знания Бог мог бы реализовывать предопределение, не исключая свободу воли. Из современных богословов много внимания проблеме среднего знания уделил Уильям Лейн Крейг (род. 1949). Согласно Крейгу, Бог знает, как каждый человек будет реализовывать свой свободный в предложенных ему обстоятельствах, принимая или отвергая благодать. Некоторые из современных арминиан, отвергающих концепцию среднего знания, соглашаются с доктриной открытого теизма, который полагает невозможным совместить божественное предвидение с либертарианской свободной волей. Открытые теисты верят, что Бог не может знать будущее исчерпывающим образом и потому некоторые возможности оставлены неопределёнными.

### Предопределение у Шлейермахера
Значительное влияние на современное развитие учения о предопределение оказали взгляды немецкого богослова Фридриха Шлейермахера (1768—1834). Его первые значительные обращения к вопросу связаны с дискуссиями в попытке реализовать протестантскую унию кальвинистов и лютеран. Как и в XVI веке, разногласия касались проблем евхаристического богословия и предопределения. Частная проблема состояла в обосновании того, что именно следует понимать под божественным избранием, находясь в протестантской парадигме о неспособности человека к самостоятельному спасению. Лидер прусских лютеран Карл Готлиб Бретшнайдер (1776—1848) не был настроен на компромисс, и настаивал на признании кальвинистами, что Бог желает всеобщего спасения. Напротив, Шлейермахер в своём эссе «Ueber die Lehre von der Erwählung» попытался найти аргументы в пользу уменьшения разногласий. Бретшнайдер утверждал, что утверждение о неспособности человека стремиться к спасению неверно, и потому учение о неизменных установлениях об избрании и отвержении должно быть отклонено. Шлейермахер, в свою очередь, указывал на то, что желание добра без благодати, без «высшего содействия», тщетно, и говорить о свободе воли в богословских вопросах проблематично. Также Шлейермахер указал на то, что точка зрения Бретшнайдера противоречит лютеранской традиции и антипелагианской направленности Аугсбургского исповедания, а именно пятой его статьи, в которой говорится о распространении веры посредством Святого Духа. Шлейермахер отождествляет с предопределением наличие или отсутствие божественной помощи, и те «природные моральные чувства», которые наблюдает его оппонент, не являются врождёнными, но есть производные от морали буржуазного общества. Те «ужасные последствия» для общественной морали, которые Бретшнайдер предполагал как у тех, кто считал себя избранным, так и у убеждённых в собственной отвергнутости, Шлейермахер полагал не неизбежными. Таким образом, кальвинистский богослов делал вывод о том, что учение об избрании является наилучшим обоснованием необходимости благодати для спасения через Иисуса Христа. В части проблемы согласования доктрины избрания с идеей всеобщего искупления во Христе, Шлейермахер и Бретшнайдер также не пришли к согласию, но чётко артикулировали позиции сторон. Лютеране говорили, что Бог предвидит неверие некоторых, тогда как кальвинисты заявляли, что Бог не хочет даровать веру каждому. Что касается тех, кому не довелось услышать весть Евангелия, они согласились, что Бог ничего не должен человечеству, и значит на то была его воля.
Наиболее оригинальным вкладом Шлейермахера в дискуссию об избрании было развитие идеи об единой божественной воле, которая воздействует на верных и неверных, с целью преодоления затруднений, вызываемых лютеранской концепцией двоякой воли, для избранных и отверженных. В лютеранской традиции развивалось представление о том, что воля Бога желает спасения всех, но оказывает воздействие только на избранных. В качестве обоснования предлагались различные подходы, различающие либо воли предшествующую или последующую, либо общую и частную, что, в конечном счёте, приводило к введению темпоральной динамики в божественную природу. Некоторые лютеране, например Иоганн Герхард, основывали различие на противопоставлении божественных милосердия, требующего спасения всех, и праведности, требующей различного воздаяния. Шлейермахер полагал, что в воле Бога общее и частное едины, поскольку «помыслить можно только об определённых объектах в его воле». Верующие у Шлейермахера получают благодать как верующие ради Христа, тогда как неверующие осуждаются как неверующие и остаются вне Христа. Хотя, каждая из частей такого заявления не была новой, оно делало более чёткий акцент на деятельность Христа, чем традиционные формулировки Августина и Кальвина. Общий вывод Шлейермахера состоит в том, что есть единое божественное установление, имеющее основание в божественной воле, а не два, как в традиционном кальвинизме.
В своём главном труде «Христианская вера» («Der Christliche Glaube», 1822) Шлейермахер структурирует и развивает идеи эссе об избрании. В рамках выстроенной им богословской системы, учение о предопределении связывается с экклезиологией. Христианская церковь понимается как благочестивое сообщество монотеистического типа, в котором высшей формой самосознания является чувство «абсолютной зависимости». Шлейермахер отвергает концепцию изначальной человеческой праведности, впоследствии утраченной, и говорит об изначальной греховности человечества, вся история которого происходила в контексте греха. Грех же понимается не сам по себе, но в отношении к указу об искуплении, который включает первоначальное совершенство и первоначальную греховность человечества. В эссе различие между верующими и неверующими обосновывалось постепенностью, как и всякого исторического процесса, наступления царства Божия. В более широкой перспективе, учитывая всеобщий характер искупления, Шлейермахер пришёл к выводу об отсутствие различия между верующими и неверующими, и единстве предопределения для всех людей. Хотя из идеи о всеобщем избрании Шлейермахер не делает вывод о всеобщем спасении, за исключением тех, кто умер в единении с Христом, такую идею он считал не менее вероятным предположением, чем вечное проклятие для неверующих.

### Предопределение у Карла Барта
В богословии одного из крупнейших кальвинистских богословов Карла Барта (1886—1968) выделяют две ревизии учения о предопределении. Первая была изложена в комментариях на Послание к Римлянам (1922) и в первых лекциях по систематическому богословию, известных как «Гёттингенская догматика» (1924—1925). Вторая редакция, в которой Барт существенно сблизился во взглядах со Шлейхермахером, изложена во второй части II тома его «Церковной догматики» (1936—1942). Согласно позднему Барту, распятие Иисуса Христа является важнейшим актом участия Бога в человеческой истории. Отталкиваясь от этого тезиса, он утверждал, что «само имя Иисуса Христа является основанием учения об избрании». В данном контексте богословская традиция опирается на Еф. 1:4, 5, Еф. 3:10—12 и Рим. 8:29, 30; Геррит Беркувер добавляет к перечню ещё 2Тим. 1:9. В догматической системе Барта учение о предопределении или о благодатном избрании (нем. Gnadenwahl) есть «сумма Евангелия». Развивая своё учение о Боге, который есть любовь и свобода, и который как субъект раскрывается в имени Иисуса Христа, немецкий богослов говорит о суверенном акте избрания Богом человека и рода человеческого в качестве предмета своей любви и излияния благодати. Полемизируя с реформатским учением в его классической форме, например, в изложении Лорена Бёттнера, Барт выражает сожаление, что если бы учение Кальвина о предопределении было менее творческим, и больше соответствовало Библии, то оно производило бы большее впечатление. Устанавливая симметрию между божественным избранием и отвержением, делая своё определение «нейтральным с естественнонаучной точки зрения», Кальвин не делает выбор в пользу божественного «да». Основная претензия Барта состоит в том, что являясь квинтэссенцией Евангелия, то есть «благой вести», учение должно нести верующим недвусмысленное позитивное сообщение, а не двусмысленное, вытекающее из учения о двойном предопределении и об отвержении. Христос у Барта является единственным объектом избрания и проклятия, но также и тем, кто избирает и отвергает. Телеоологическая связь между избранием и отвержением оказывается не результатом адресованного отдельному человеку действия Бога, но произошло единожды и за всех в акте распятия Христа.
Хотя учение Барта является совершенно новым в богословии, сам он неоднократно высказывался не темы исторического богословия. Так, Барт выражал своё согласие с канонами Дордрехтского синода, поскольку они называют избрание по благодати благой вестью. Отвергая базовую установку «лапсарианских споров», он больше склонялся к супралапсарианской позиции, так как она в меньшей степени отделяет акт творения от искупления, которые Барт рассматривал совместно. В двойном предопределении Барт признавал оба компонента, но также не во вполне традиционном смысле. В реформатском богословии существование «неизбранных» и «отвержения» (репробации) представляется неизбежным логическим выводом из смысла понятий «избранные» и «избрание». Согласно принятому всеми реформатскими церквями Вестминстерскому исповеданию, «остальными людьми Богу было угодно пренебречь и предопределить для них немилость и гнев Свой за их грехи; на то была Его непостижимая воля, в согласии с которой Он даёт благодать или отказывает в благодати по собственному изволению. За все подобает слава Его суверенной власти над творениями и хвала Его величайшей справедливости» (III.7). По замечанию американского богослова Лорена Бёттнера, замалчивающие репробацию «мягкие кальвинисты» (mild calvinists) в своей непоследовательности подобны орлу, летящему с одним крылом, или даже болезни. Несмотря на многовековую полемику, представление о том, что характерное для кальвинизма учение о репробации, то есть предопределении некоторых людей к проклятию, не соответствует духу Писания, широко распространено. Со времён Дордрехского собора оно является основным предметом разногласий с арминианами. Так, для Роджера Олсона нет разницы в такой концепции, если развивать её логически, между Богом и дьяволом. Идущую от Августина тенденцию рассматривать избрание и отвержение как два взаимосвязанных акта одного типа и одного порядка Барт называет отклонением от библейского свидетельства и не видит основанием для такой параллельности. Тем не менее, у Августина Барт наблюдает «целительную сдержанность», проявившуюся в избегании приведения данных понятий к общему знаменателю. Практически всегда под praedestinatio он понимал praedestinatio ad gratiam («предопределение к благодати»), что было впоследствии воспринято Петром Ломбардским. В позитивном понимании предопределение состоит в electio («избрании») и не включает в себя reprobatio.
Многолетним оппонентом Барта, последовательно критиковавшим его учение о предопределении, был швейцарский богослов Эмиль Бруннер (1889—1966). Главным объектом критики Бруннера стало учение Барта об избрании, которое он считал совершенно необоснованным и ведущим к универсализму. Бруннер разработал собственное учение об избрании в противовес и Барту, и классической кальвинистской доктрине двойного предопределения. Недостаток этих теорий, по мнению Бруннера, заключался в том, что в попытке проникнуть в вечную суть божественного избрания их создатели вышли за пределы всего сказанного или подразумеваемого в божественном откровении. Бруннер отвергал всякую «логическую теорию» избрания в пользу, как он считал, в полном смысле слова диалектического, а потому библейского, представления. Бруннер считал правильной исходной точкой для построения доктрины понимание веры как ответа на персональный опыт. Как избрание Израиля означало, что избранный народ знал о своей благодати, так и христиане находятся в аналогичном положении относительно Христа. Также ошибочной швейцарский богослов считал, что в своём отрицании синергизма богословы Реформации довели до крайности идею о пассивности человечества в деле спасения, что привело, как следствие, к неверному учению об избрании. Концепция двойного предопределения, по Бруннеру, ведёт устранению ответственности человека, и тем же недостатком обладает универсализм Барта.

## Предопределение и общество

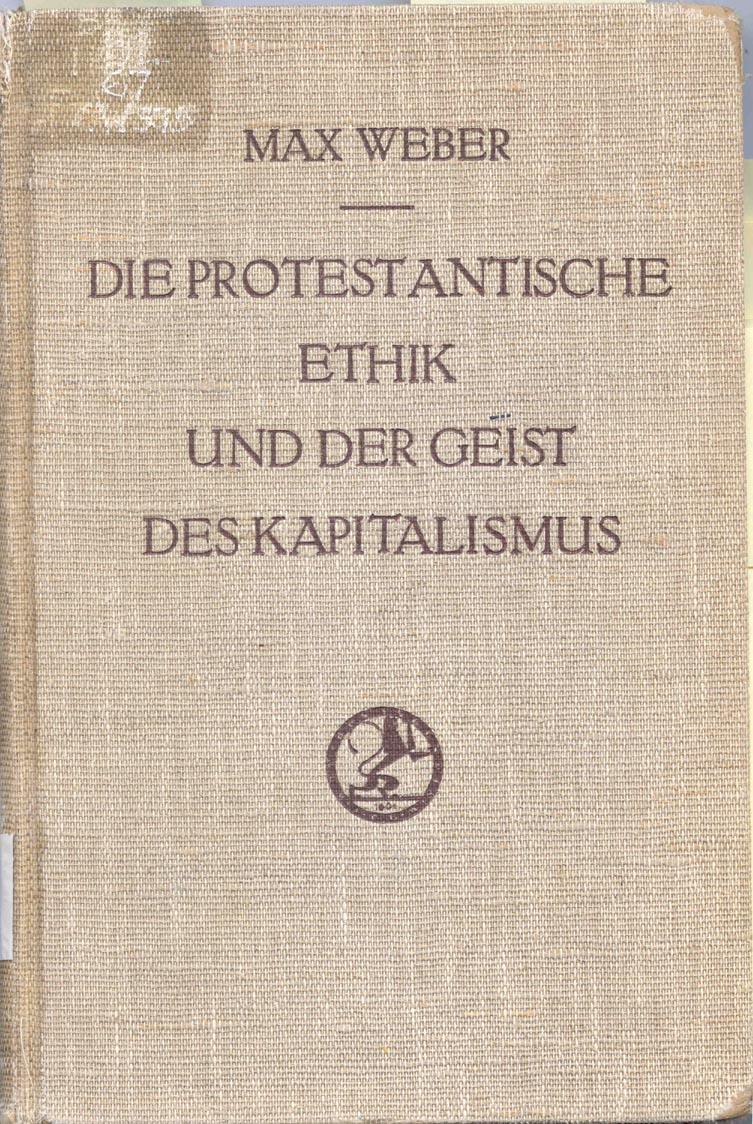
Обложка немецкого издания «Протестантской этики и духа капитализма» Макса Вебера

Многими протестантскими авторами подчёркивалось важное значение понятия предопределения для общественной нравственности. Кальвин, приступая к изложению своего учения, заявляет о его пользе и даже его «сладчайших плодах», поскольку оно обладает тремя полезными свойствами: учит нас возлагать наше полное доверие на свободное милосердие Божие, показывает нам славу Божию во всём её величии и наставляет нас в подлинном смирении. По мнению Лорена Бёттнера, развитое учение о предопределении позволяет кальвинизму достойно конкурировать с религиями Азии и стоящими на позиция детерминизма философскими системами. Напротив, Карл Барт полностью отрицает такой утилитарный подход и призывает рассматривать предопределение исключительно с богословской точки зрения, и оценивать только по его обоснованности в Библии. Тем не менее, учение о предопределении часто становится предметом не-богословской дискуссии, прежде всего в связи с проблемой уверенности в спасении. Для многих верующих важно знать, к какой категории людей они относятся, избранным или отверженным, спасутся они или нет. Соответственно, существуют ли какие-то иные основания для надежд, нежели те, которые даёт вера в Христа? Можно ли на основании анализа собственных отношений с Богом, внутренних стремлений и поведения сделать вывод о собственном избрании или отвержении? Или же сама постановка вопроса нарушает принципы sola fide и sola gratia, и не является ли сам поиск таких знаков признаком отсутствия веры и благодати? Такие рассуждения является отправной точкой для постановки вопроса о «практическом силлогизме» (syllogismus practicus). Является спорным, был ли сам Кальвин согласен с «практическим силлогизмом». Реформатский богослов Вильгельм Низель отвергает такое предположение и указывает, что Кальвин призывал искать спасения во Христе, быть скромнее и не выдвигать веру в своё спасение на первый план (24, 4—5).
Согласно немецкому социологу Максу Веберу, характерная для кальвинистов активная жизненная позиция вызвана именно чувством неуверенности, ужасом, проистекающим из принятия доктрины о полной свободе божественного выбора. Как и Низель, Вебер не считает источником указанных поведенческих девиаций Кальвина, указывая на «эпигонов», благодаря которым неуверенность вошла в сознание обывателя. Как отмечают современные исследователи, точка зрения, выраженная в «Протестантской этике», основана на поверхностном знакомстве Вебера с догматикой кальвинизма и, как следствие, его выводы о пессимизме протестантизма не точны. Тем не менее, за пределами чисто религиозного дискурса представление о вызываемом учением о предопределении пессимизме, меланхолии и общем душевном нездоровье широко распространены. Хотя «Анатомия меланхолии» Роберта Бёртона (1621) предписывает для восстановления душевного равновесия читать произведения некоторых пуритан, тот же автор критикует неумеренных пастырей, которые своими проповедями об избрании и его знаках доводят верующих практически до безумия. Характерным примером того, что литературовед Джон Стачнивски (John Stachniewski) назвал «преследуемым воображением» (англ. persecutory imagination), являются дневники лондонского торговца Неемии Валлингтона (1598—1658), наполненные описаниями отчаяния и чувства оставленности Богом. Среди множества других примеров — выдержавшая к 1640 году 25 изданий книга «Plaine Mans Path-way to Heaven» (1601) пуританина Артура Дента, в которой повествовалось о «тысячах тысяч» предопределённых к проклятию, тревожившая умы несколько столетий история итальянского вероотступника Франческо Спиеры (ум. 1548), существовавшая в нескольких вариантах изложения, или считающаяся самым пугающим во всей американской литературе описанием предопределения поэма «Роковой день» (1662) Майкла Уиглсворта.
Религиозные споры отразились в творчестве английских поэтов-метафизиков. В своих «Благочестивых сонетах» Джон Донн (1571—1631) следует «экспериментальному» подходу Уильяма Перкинса, помогавшему верующим постепенно осознать идею избрания. Современник Донна, Джордж Херберт (1593—1633), выразил кальвинистскую идею двойного предопределения в строках стихотворения «The Water-source», приписывая Богу власть давать человеку то, чего он достоин, спасение или проклятие. Согласно распространённой трактовке, сатирой на учение о предопределении является роман «Исповедь оправданного грешника» (1824) шотландца Джеймса Хогга (1770—1835). Главный героя романа, правоверный кальвинист, знает о своём избрании к спасению и уверен, что награда ожидает его независимо от того, как он проживёт свою жизнь. Искушаемый дьяволом, он совершает различные преступления, включая попытку убийства собственного брата, но в конце концов, снедаемый чувством вины, кончает жизнь самоубийством.

## Историография
Предопределение является важным элементом теоретических построений, предлагаемых историками протестантизма начиная c XIX века. Ричард Мюллер рассмотрел эволюцию понимания динамики реформатской ортодоксии. Согласно схеме Мюллера, самые ранние из религиоведческих теорий описывали историю реформатского богословия как развитие учения о предопределении. Различие в подходах, которых Мюллер насчитал пять, выражалось в оценке позитивного характера такого развития, а также степени преемственности его относительно учения Кальвина. В середине XIX века Александр Швайцер, опираясь на концепцию своего учителя Фридриха Шлейермахера, назвал тезис об абсолютном божественном предопределении основанием для попыток реформатских богословов построить синтетическую, дедуктивную и неопровержимую богословскую систему. Аналогичного взгляда придерживался основоположник тюбингенской школы Фердинанд Кристиан Баур, для которого развитие учения в ранней церкви является результатом внутреннего развития основополагающей керигмы. Согласно анализу Баура, развитие протестантского богословия имеет ту же структуру, что и раннехристианское, отличаясь внутренним принципом, и для первого это божественное предопределение. Благодаря авторитету Швайцера и Баура, до середины XX века представление о предопределении как «центральной догме» в богословии Кальвина стало доминирующим. В трудах современника Швайцера и Баура Хайнриха Хеппе произошло некоторое смещение в оценке отдельных частей догматического комплекса. В биографии Теодора Безы (1861) он назвал «Tabula praedestinationis» основанием последующего реформатского богословия. В своём влиятельном обзоре догматики XVI века (1857) Хеппе поместил учение о предопределении на один уровень с понятиями Бога и Троицы, тогда как сам Кальвин рассматривал предопределение в контексте веры и оправдания. В отличие от Швайцера, который рассматривал учение о предопределении в положительном ключе и считал возможным согласовать его со свободой воли, Хеппе полагал, что предопределение низводит человека до марионетки. Оба подхода имели последователей в XX веке. Гегельянскую теорию Баура развивал Ганс Эмиль Вебер, который свёл ортодоксию двух основных ветвей протестантизма к их базовым принципам — принципу оправдания в лютеранстве и «провиденциальной системе» в кальвинизме. Последнюю Вебер противопоставил «идеалистическому гуманизму» арминианства. Схоластический метод и его влияние на реформатскую ортодоксию исследовал немецкий богослов Пауль Альтхаус, который полагал, что учение о предопределении стало спекулятивной основой для реформатской догматики, развившейся под влиянием схоластического метода в чёткую систему.
Исследования первой половины XX века в целом следовали заданной ранее парадигме, и согласно преобладавшему в тот период мнению восприятие предопределения как основного принципа приписывалось не Цвингли или Кальвину, а их последователям, в частности — Теодору Безе, отвергая видение Швайцера и Хеппе учения Кальвина как целостной системы. Также сложилось мнение, что предопределение не было принципиальным моментом в учении Кальвина, а стало таковым в кальвинизме только после Дордрехтского синода 1619 года. Была произведена переоценка влияния учения Кальвина на его последователей в пользу последних.
Последующие исследования рассматривали преемственность реформатского богословия XVI—XVIII веков в других оппозициях по отношению к учению Кальвина. Согласно одному из подходов, ведущему начало от немецкого историка религии Пауля Якобса, главными характеристиками системы Кальвина называются её опора на Писание и христоцентричность, тогда как учение «кальвинистов» описывалось как аристотелевское, рациональное, схоластическое и провиденциальное. Возникший в этой связи термин «реформатская схоластика» понимается как указание на соответствующую научную методологию, а также как отсутствие религиозной теплоты и интеллектуальной оригинальности. К основным представителям схоластического движения относят Петра Мартира Вермильи и Джироламо Занчи, Теодора Безу, Мартина Хемница, Якоба Арминия и других. Ещё один подход к выявлению различий в богословии Кальвина и его последователей предлагается в парадигме богословия заветов.